# Tour d'Italie féminin 2022
La 33e édition du Tour d'Italie féminin (Giro Rosa en italien) a lieu du 30 juin au 10 juillet 2022, de Cagliari à Padoue. La course se déroule en 10 étapes pour un total de 1 002,6 km. Elle fait partie du calendrier UCI World Tour en catégorie 2.WWT.
Kristen Faulkner remporte le contre-la-montre inaugural. Elisa Balsamo gagne la deuxième étape au sprint devant Marianne Vos. Le lendemain, cette dernière se montre la plus rapide. Sur la quatrième étape, Annemiek van Vleuten, Marta Cavalli et Mavi Garcia s'échappent à une cinquantaine de kilomètres de l'arrivée. Elles prennent près de cinq minutes au peloton au classement général. Van Vleuten lève les bras. Elisa Balsamo gagne au sprint la cinquième étape. Marianne Vos s'impose pour la trente-deuxième fois sur le Tour d'Italie dans une étape vallonnée. La première étape de montagne est remportée par Juliette Labous qui faisait partie de l'échappée. Annemiek van Vleuten confirme sa domination le lendemain. La neuvième étape va à Kristen Faulkner, déjà échappée la veille, partie seule. La dernière étape est plate et revient à Chiara Consonni. Annemiek van Vleuten gagne l'épreuve et le classement par points. Elle devance Marta Cavalli et Mavi Garcia. Faulkner est la meilleure grimpeuse,  Niamh Fisher-Black la meilleure jeune, Marta Cavalli la meilleure Italienne et FDJ-Nouvelle Aquitaine-Futuroscope la meilleure équipe.

## Présentation

### Parcours
La course débute en Sardaigne avec un contre-la-montre de 4,7 km. S'ensuivent deux étapes relativement plates. La quatrième étape présente un profil plus vallonné qui doit se prêter aux baroudeurs. La cinquième étape est plate. Le lendemain, la course se déroule en circuit avec à chaque tour la montée du San Pantaleone avec 5,6 % de pente moyenne sur 1,6 km. Les trois étapes suivantes sont décisives. La septième arrive au sommet du Passo Maniva. La huitième escalade le difficile Passo Bordala puis la montée vers le lac de Cei avant de redescendre vers l'arrivée. La neuvième monte le Fai della Paganella, le Passo Duron et le Passo Doane. L'ultime étape est plate.

### Équipes
| UCI Women's WorldTeams (13)- Team BikeExchange-Jayco - Canyon-SRAM Racing - EF Education-TIBCO-SVB - FDJ Nouvelle Aquitaine Futuroscope - Team Jumbo-Visma - Liv Racing Xstra - Movistar Team - Roland Cogeas-Edelweiss Squad - Team DSM - SD Worx - Trek-Segafredo - UAE Team ADQ - Uno-X Pro Cycling Team Équipes féminines continentales (11)- Aromitalia-Basso Bikes-Vaiano - Bizkaia-Durango - Bepink - Ceratizit-WNT Pro Cycling - Cofidis - Colombia Tierra De Atletas-GW-Shimano - Isolmant-Premac-Vittoria - Team Mendelspeck - Servetto-Makhymo-Beltrami TSA - Top Girls Fassa Bortolo - Valcar-Travel & Service |
| |

## Favorites
La vainqueur sortante Anna van der Breggen ayant pris sa retraite, sa rivale Annemiek van Vleuten, double vainqueur de l'épreuve, fait figure de favorite. Certaines des meilleures coureuses font l'impasse sur la course pour se concentrer sur le Tour de France. Les Italiennes comptent parmi les autres favorites avec Elisa Longo Borghini et Marta Cavalli. FDJ se présente au départ également avec Cecilie Uttrup Ludwig. Elise Chabbey défend les couleurs de Canyon-SRAM et Niamh Fisher-Black celle de SD Worx.

## Étapes
| Étape     | Date      | Villes étapes                               | type                        | Distance (km) | Dénivelé (m) | Vainqueur d'étape    | Leader du classement général |
| --------- | --------- | ------------------------------------------- | --------------------------- | ------------- | ------------ | -------------------- | ---------------------------- |
| 1re étape | 30 juin   | Cagliari – Cagliari                         | contre-la-montre individuel | 4,7           | 25 m         | Kristen Faulkner     | Kristen Faulkner             |
| 2e étape  | 1 juill.  | Villasimius – Tortolì                       | étape de plaine             | 106,5         | 1 181 m      | Elisa Balsamo        | Elisa Balsamo                |
| 3e étape  | 2 juill.  | Cala Gonone – Olbia                         | étape de plaine             | 112,7         | 703 m        | Marianne Vos         | Elisa Balsamo                |
| 4e étape  | 4 juill.  | Cesena – Cesena                             | étape vallonnée             | 120,9         | 1 811 m      | Annemiek van Vleuten | Annemiek van Vleuten         |
| 5e étape  | 5 juill.  | Carpi – Reggio d'Émilie                     | étape de plaine             | 123,4         | 332 m        | Elisa Balsamo        | Annemiek van Vleuten         |
| 6e étape  | 6 juill.  | Sarnico – Bergame                           | étape vallonnée             | 114,7         | 1 008 m      | Marianne Vos         | Annemiek van Vleuten         |
| 7e étape  | 7 juill.  | Prevalle – Giogo del Maniva                 | étape de montagne           | 113,4         | 2 002 m      | Juliette Labous      | Annemiek van Vleuten         |
| 8e étape  | 8 juill.  | Rovereto – Aldeno                           | étape de montagne           | 92,2          | 2 333 m      | Annemiek van Vleuten | Annemiek van Vleuten         |
| 9e étape  | 9 juill.  | San Michele all'Adige – San Lorenzo Dorsino | étape de montagne           | 112,8         | 3 170 m      | Kristen Faulkner     | Annemiek van Vleuten         |
| 10e étape | 10 juill. | Abano Terme – Padoue                        | étape vallonnée             | 90,5          | 440 m        | Chiara Consonni      | Annemiek van Vleuten         |

## Déroulement de la course

### 1reétape
Sur un chrono court (4,7 km) et plat, l'Américaine Kristen Faulkner (BikeExchange-Jayco) s'impose devant sa coéquipière australienne Goergia Baker et la championne du monde italienne de course en ligne Elisa Balsamo (Trek-Segafredo).
| Cagliari - Cagliari | contre-la-montre individuel | (4,7 km) |

| \| Classement de l'étape \| Classement de l'étape \| Classement de l'étape \| Classement de l'étape \| Classement de l'étape \| \| Coureuse \| Coureuse \| Pays \| Équipe \| Temps \| \| --------------------- \| --------------------- \| --------------------- \| ----------------------- \| --------------------- \| \| 1re \| Kristen Faulkner \| États-Unis \| Team BikeExchange-Jayco \| 5 min 46 s \| \| 2e \| Georgia Baker \| Australie \| Team BikeExchange-Jayco \| + 4 s \| \| 3e \| Elisa Balsamo \| Italie \| Trek-Segafredo \| + 6 s \| \| 4e \| Lotte Kopecky \| Belgique \| SD Worx \| + 6 s \| \| 5e \| Elisa Longo Borghini \| Italie \| Trek-Segafredo \| + 9 s \| \| 6e \| Annemiek van Vleuten \| Pays-Bas \| Movistar Team \| + 9 s \| \| 7e \| Lucinda Brand \| Pays-Bas \| Trek-Segafredo \| + 10 s \| \| 8e \| Riejanne Markus \| Pays-Bas \| Team Jumbo-Visma \| + 11 s \| \| 9e \| Leah Thomas \| États-Unis \| Trek-Segafredo \| + 11 s \| \| 10e \| Anouska Koster \| Pays-Bas \| Team Jumbo-Visma \| + 11 s \| |                      |            |                         |            |
| |                      |            |                         |            |
| Source : ProCyclingStats |                      |            |                         |            |
| Classement de l'étape |                      |            |                         |            |
| Coureuse | Coureuse             | Pays       | Équipe                  | Temps      |
| 1re | Kristen Faulkner     | États-Unis | Team BikeExchange-Jayco | 5 min 46 s |
| 2e | Georgia Baker        | Australie  | Team BikeExchange-Jayco | + 4 s      |
| 3e | Elisa Balsamo        | Italie     | Trek-Segafredo          | + 6 s      |
| 4e | Lotte Kopecky        | Belgique   | SD Worx                 | + 6 s      |
| 5e | Elisa Longo Borghini | Italie     | Trek-Segafredo          | + 9 s      |
| 6e | Annemiek van Vleuten | Pays-Bas   | Movistar Team           | + 9 s      |
| 7e | Lucinda Brand        | Pays-Bas   | Trek-Segafredo          | + 10 s     |
| 8e | Riejanne Markus      | Pays-Bas   | Team Jumbo-Visma        | + 11 s     |
| 9e | Leah Thomas          | États-Unis | Trek-Segafredo          | + 11 s     |
| 10e | Anouska Koster       | Pays-Bas   | Team Jumbo-Visma        | + 11 s     |

| \| Classement général \| Classement général \| Classement général \| Classement général \| Classement général \| \| Coureuse \| Coureuse \| Pays \| Équipe \| Temps \| \| ------------------ \| -------------------- \| ------------------ \| ----------------------- \| ------------------ \| \| 1re \| Kristen Faulkner \| États-Unis \| Team BikeExchange-Jayco \| 5 min 46 s \| \| 2e \| Georgia Baker \| Australie \| Team BikeExchange-Jayco \| + 4 s \| \| 3e \| Elisa Balsamo \| Italie \| Trek-Segafredo \| + 6 s \| \| 4e \| Lotte Kopecky \| Belgique \| SD Worx \| + 6 s \| \| 5e \| Elisa Longo Borghini \| Italie \| Trek-Segafredo \| + 9 s \| \| 6e \| Annemiek van Vleuten \| Pays-Bas \| Movistar Team \| + 10 s \| \| 7e \| Lucinda Brand \| Pays-Bas \| Trek-Segafredo \| + 10 s \| \| 8e \| Riejanne Markus \| Pays-Bas \| Team Jumbo-Visma \| + 11 s \| \| 9e \| Leah Thomas \| États-Unis \| Trek-Segafredo \| + 12 s \| \| 10e \| Anouska Koster \| Pays-Bas \| Team Jumbo-Visma \| + 12 s \| |                      |            |                         |            |
| |                      |            |                         |            |
| Source : ProCyclingStats |                      |            |                         |            |
| Classement général |                      |            |                         |            |
| Coureuse | Coureuse             | Pays       | Équipe                  | Temps      |
| 1re | Kristen Faulkner     | États-Unis | Team BikeExchange-Jayco | 5 min 46 s |
| 2e | Georgia Baker        | Australie  | Team BikeExchange-Jayco | + 4 s      |
| 3e | Elisa Balsamo        | Italie     | Trek-Segafredo          | + 6 s      |
| 4e | Lotte Kopecky        | Belgique   | SD Worx                 | + 6 s      |
| 5e | Elisa Longo Borghini | Italie     | Trek-Segafredo          | + 9 s      |
| 6e | Annemiek van Vleuten | Pays-Bas   | Movistar Team           | + 10 s     |
| 7e | Lucinda Brand        | Pays-Bas   | Trek-Segafredo          | + 10 s     |
| 8e | Riejanne Markus      | Pays-Bas   | Team Jumbo-Visma        | + 11 s     |
| 9e | Leah Thomas          | États-Unis | Trek-Segafredo          | + 12 s     |
| 10e | Anouska Koster       | Pays-Bas   | Team Jumbo-Visma        | + 12 s     |

### 2eétape
Après le premier prix de la montagne, Matilde Vitillo et Cristina Tonetti sortent du peloton. Un groupe de chasse se forme avec Inga Češulienê, Beatrice Rossato et Marta Jaskulska. Le groupe de tête compte au maximum trois minutes et demi d'avance. À quarante-six kilomètres de l'arrivée, la jonction s'opère. Ce groupe est repris dans les dix derniers kilomètres. L'Italienne Elisa Balsamo, 3e du prologue, l'emporte au sprint devant les Néerlandaises Marianne Vos (Jumbo-Visma) et Charlotte Kool (DSM), et s'empare du maillot rose,.
| Villasimius - Tortolì | étape de plaine | (106,5 km) |

| \| Classement de l'étape \| Classement de l'étape \| Classement de l'étape \| Classement de l'étape \| Classement de l'étape \| \| Coureuse \| Coureuse \| Pays \| Équipe \| Temps \| \| --------------------- \| --------------------- \| --------------------- \| ----------------------------- \| --------------------- \| \| 1re \| Elisa Balsamo \| Italie \| Trek-Segafredo \| 2 h 39 min 13 s \| \| 2e \| Marianne Vos \| Pays-Bas \| Team Jumbo-Visma \| + 0 s \| \| 3e \| Charlotte Kool \| Pays-Bas \| Team DSM \| + 0 s \| \| 4e \| Lotte Kopecky \| Belgique \| SD Worx \| + 0 s \| \| 5e \| Chiara Consonni \| Italie \| Valcar-Travel & Service \| + 0 s \| \| 6e \| Isotta Barbieri \| Italie \| Servetto-Makhymo-Beltrami TSA \| + 0 s \| \| 7e \| Georgia Baker \| Australie \| Team BikeExchange-Jayco \| + 0 s \| \| 8e \| Marta Bastianelli \| Italie \| UAE Team ADQ \| + 0 s \| \| 9e \| Silvia Zanardi \| Italie \| Bepink \| + 0 s \| \| 10e \| Lea Lin Teutenberg \| Allemagne \| Ceratizit-WNT Pro Cycling \| + 0 s \| |                    |           |                               |                 |
| |                    |           |                               |                 |
| Source : ProCyclingStats |                    |           |                               |                 |
| Classement de l'étape |                    |           |                               |                 |
| Coureuse | Coureuse           | Pays      | Équipe                        | Temps           |
| 1re | Elisa Balsamo      | Italie    | Trek-Segafredo                | 2 h 39 min 13 s |
| 2e | Marianne Vos       | Pays-Bas  | Team Jumbo-Visma              | + 0 s           |
| 3e | Charlotte Kool     | Pays-Bas  | Team DSM                      | + 0 s           |
| 4e | Lotte Kopecky      | Belgique  | SD Worx                       | + 0 s           |
| 5e | Chiara Consonni    | Italie    | Valcar-Travel & Service       | + 0 s           |
| 6e | Isotta Barbieri    | Italie    | Servetto-Makhymo-Beltrami TSA | + 0 s           |
| 7e | Georgia Baker      | Australie | Team BikeExchange-Jayco       | + 0 s           |
| 8e | Marta Bastianelli  | Italie    | UAE Team ADQ                  | + 0 s           |
| 9e | Silvia Zanardi     | Italie    | Bepink                        | + 0 s           |
| 10e | Lea Lin Teutenberg | Allemagne | Ceratizit-WNT Pro Cycling     | + 0 s           |

| \| Classement général \| Classement général \| Classement général \| Classement général \| Classement général \| \| Coureuse \| Coureuse \| Pays \| Équipe \| Temps \| \| ------------------ \| -------------------- \| ------------------ \| ----------------------- \| ------------------ \| \| 1re \| Elisa Balsamo \| Italie \| Trek-Segafredo \| 2 h 44 min 54 s \| \| 2e \| Georgia Baker \| Australie \| Team BikeExchange-Jayco \| + 9 s \| \| 3e \| Lotte Kopecky \| Belgique \| SD Worx \| + 10 s \| \| 4e \| Marianne Vos \| Pays-Bas \| Team Jumbo-Visma \| + 12 s \| \| 5e \| Elisa Longo Borghini \| Italie \| Trek-Segafredo \| + 15 s \| \| 6e \| Emma Norsgaard Bjerg \| Danemark \| Movistar Team \| + 18 s \| \| 7e \| Kristen Faulkner \| États-Unis \| Team BikeExchange-Jayco \| + 19 s \| \| 8e \| Charlotte Kool \| Pays-Bas \| Team DSM \| + 21 s \| \| 9e \| Lucinda Brand \| Pays-Bas \| Trek-Segafredo \| + 23 s \| \| 10e \| Annemiek van Vleuten \| Pays-Bas \| Movistar Team \| + 23 s \| |                      |            |                         |                 |
| |                      |            |                         |                 |
| Source : ProCyclingStats |                      |            |                         |                 |
| Classement général |                      |            |                         |                 |
| Coureuse | Coureuse             | Pays       | Équipe                  | Temps           |
| 1re | Elisa Balsamo        | Italie     | Trek-Segafredo          | 2 h 44 min 54 s |
| 2e | Georgia Baker        | Australie  | Team BikeExchange-Jayco | + 9 s           |
| 3e | Lotte Kopecky        | Belgique   | SD Worx                 | + 10 s          |
| 4e | Marianne Vos         | Pays-Bas   | Team Jumbo-Visma        | + 12 s          |
| 5e | Elisa Longo Borghini | Italie     | Trek-Segafredo          | + 15 s          |
| 6e | Emma Norsgaard Bjerg | Danemark   | Movistar Team           | + 18 s          |
| 7e | Kristen Faulkner     | États-Unis | Team BikeExchange-Jayco | + 19 s          |
| 8e | Charlotte Kool       | Pays-Bas   | Team DSM                | + 21 s          |
| 9e | Lucinda Brand        | Pays-Bas   | Trek-Segafredo          | + 23 s          |
| 10e | Annemiek van Vleuten | Pays-Bas   | Movistar Team           | + 23 s          |

### 3eétape
La première échappée est constituée de : Marketa Hájková, Asia Zontone et Alice Palazzi. Un groupe de poursuite de huit coureuses se forme par la suite. Le groupe de tête a trois minutes d'avance à quarante-quatre kilomètres de la ligne. Les deux groupes sont repris à dix kilomètres du but. Marianne Vos prend sa revanche au sprint, toujours devant sa compatriote Charlotte Kool, et prend la deuxième place du général derrière Elisa Balsamo, troisième de l'étape. C'est la 31e victoire sur le Giro pour la Néerlandaise, qui améliore son propre record,.
| Cala Gonone - Olbia | étape de plaine | (112,7 km) |

| \| Classement de l'étape \| Classement de l'étape \| Classement de l'étape \| Classement de l'étape \| Classement de l'étape \| \| Coureuse \| Coureuse \| Pays \| Équipe \| Temps \| \| --------------------- \| --------------------- \| --------------------- \| ----------------------- \| --------------------- \| \| 1re \| Marianne Vos \| Pays-Bas \| Team Jumbo-Visma \| 2 h 48 min 22 s \| \| 2e \| Charlotte Kool \| Pays-Bas \| Team DSM \| + 0 s \| \| 3e \| Elisa Balsamo \| Italie \| Trek-Segafredo \| + 0 s \| \| 4e \| Rachele Barbieri \| Italie \| Liv Racing Xstra \| + 0 s \| \| 5e \| Sofia Bertizzolo \| Italie \| UAE Team ADQ \| + 0 s \| \| 6e \| Lotte Kopecky \| Belgique \| SD Worx \| + 0 s \| \| 7e \| Emma Norsgaard Bjerg \| Danemark \| Movistar Team \| + 0 s \| \| 8e \| Silvia Zanardi \| Italie \| Bepink \| + 0 s \| \| 9e \| Georgia Baker \| Australie \| Team BikeExchange-Jayco \| + 0 s \| \| 10e \| Chiara Consonni \| Italie \| Valcar-Travel & Service \| + 0 s \| |                      |           |                         |                 |
| |                      |           |                         |                 |
| Source : ProCyclingStats |                      |           |                         |                 |
| Classement de l'étape |                      |           |                         |                 |
| Coureuse | Coureuse             | Pays      | Équipe                  | Temps           |
| 1re | Marianne Vos         | Pays-Bas  | Team Jumbo-Visma        | 2 h 48 min 22 s |
| 2e | Charlotte Kool       | Pays-Bas  | Team DSM                | + 0 s           |
| 3e | Elisa Balsamo        | Italie    | Trek-Segafredo          | + 0 s           |
| 4e | Rachele Barbieri     | Italie    | Liv Racing Xstra        | + 0 s           |
| 5e | Sofia Bertizzolo     | Italie    | UAE Team ADQ            | + 0 s           |
| 6e | Lotte Kopecky        | Belgique  | SD Worx                 | + 0 s           |
| 7e | Emma Norsgaard Bjerg | Danemark  | Movistar Team           | + 0 s           |
| 8e | Silvia Zanardi       | Italie    | Bepink                  | + 0 s           |
| 9e | Georgia Baker        | Australie | Team BikeExchange-Jayco | + 0 s           |
| 10e | Chiara Consonni      | Italie    | Valcar-Travel & Service | + 0 s           |

| \| Classement général \| Classement général \| Classement général \| Classement général \| Classement général \| \| Coureuse \| Coureuse \| Pays \| Équipe \| Temps \| \| ------------------ \| -------------------- \| ------------------ \| ----------------------- \| ------------------ \| \| 1re \| Elisa Balsamo \| Italie \| Trek-Segafredo \| 5 h 33 min 12 s \| \| 2e \| Marianne Vos \| Pays-Bas \| Team Jumbo-Visma \| + 6 s \| \| 3e \| Georgia Baker \| Australie \| Team BikeExchange-Jayco \| + 12 s \| \| 4e \| Kristen Faulkner \| États-Unis \| Team BikeExchange-Jayco \| + 14 s \| \| 5e \| Lotte Kopecky \| Belgique \| SD Worx \| + 14 s \| \| 6e \| Elisa Longo Borghini \| Italie \| Trek-Segafredo \| + 17 s \| \| 7e \| Annemiek van Vleuten \| Pays-Bas \| Movistar Team \| + 18 s \| \| 8e \| Charlotte Kool \| Pays-Bas \| Team DSM \| + 19 s \| \| 9e \| Emma Norsgaard Bjerg \| Danemark \| Movistar Team \| + 20 s \| \| 10e \| Lucinda Brand \| Pays-Bas \| Trek-Segafredo \| + 24 s \| |                      |            |                         |                 |
| |                      |            |                         |                 |
| Source : ProCyclingStats |                      |            |                         |                 |
| Classement général |                      |            |                         |                 |
| Coureuse | Coureuse             | Pays       | Équipe                  | Temps           |
| 1re | Elisa Balsamo        | Italie     | Trek-Segafredo          | 5 h 33 min 12 s |
| 2e | Marianne Vos         | Pays-Bas   | Team Jumbo-Visma        | + 6 s           |
| 3e | Georgia Baker        | Australie  | Team BikeExchange-Jayco | + 12 s          |
| 4e | Kristen Faulkner     | États-Unis | Team BikeExchange-Jayco | + 14 s          |
| 5e | Lotte Kopecky        | Belgique   | SD Worx                 | + 14 s          |
| 6e | Elisa Longo Borghini | Italie     | Trek-Segafredo          | + 17 s          |
| 7e | Annemiek van Vleuten | Pays-Bas   | Movistar Team           | + 18 s          |
| 8e | Charlotte Kool       | Pays-Bas   | Team DSM                | + 19 s          |
| 9e | Emma Norsgaard Bjerg | Danemark   | Movistar Team           | + 20 s          |
| 10e | Lucinda Brand        | Pays-Bas   | Trek-Segafredo          | + 24 s          |

### 4eétape
Lara Vieceli est la première échappée. Reprise, elle est imitée par sa coéquipière Franziska Brauße qui est reprise dans la première difficulté de la journée. Évita Muzic y prend les points du classement de la montagne. Une sélection importante s'opère dans le col du Barbotto. Juste avant le sommet, la vétérane néerlandaise Annemiek van Vleuten (Movistar), 39 ans,  la championne d'Espagne Maví García (UAE), l'Italienne Marta Cavalli (FDJ) et l'Américaine Kristen Faulkner (BikeExchange) passent à l'offensive. Cette dernière perd néanmoins rapidement le contact. Derrière, dix favorites sont en poursuite, mais leur collaboration est médiocre. Dans l'ultime ascension du jour, la Carpineta, Garcia attaque. Cela décroche Cavalli, mais Van Vleuten réagit immédiatement. L'Espagnole attaque de nouveau par la suite, mais elles se disputent la victoire dans un sprint à deux dans lequel la Néerlandaise est victorieuse. La championne olympique de contre-la-montre Van Vleuten, qui a déjà remporté le Giro deux fois, s'empare du maillot rose avec cinq minutes d'avance sur la plupart des favorites. Première française, la Franc-comtoise Évita Muzic pointe à la neuvième place du général après avoir terminé l'étape dans le premier groupe de poursuivants,.
| Cesena - Cesena | étape vallonnée | (120,9 km) |

| \| Classement de l'étape \| Classement de l'étape \| Classement de l'étape \| Classement de l'étape \| Classement de l'étape \| \| Coureuse \| Coureuse \| Pays \| Équipe \| Temps \| \| --------------------- \| --------------------- \| --------------------- \| ---------------------------------- \| --------------------- \| \| 1re \| Annemiek van Vleuten \| Pays-Bas \| Movistar Team \| 3 h 13 min 13 s \| \| 2e \| Mavi García \| Espagne \| UAE Team ADQ \| + 1 s \| \| 3e \| Marta Cavalli \| Italie \| FDJ-Nouvelle Aquitaine-Futuroscope \| + 43 s \| \| 4e \| Silvia Persico \| Italie \| Valcar-Travel & Service \| + 4 min 51 s \| \| 5e \| Amanda Spratt \| Australie \| Team BikeExchange-Jayco \| + 4 min 51 s \| \| 6e \| Elisa Longo Borghini \| Italie \| Trek-Segafredo \| + 4 min 51 s \| \| 7e \| Élise Chabbey \| Suisse \| Canyon-SRAM Racing \| + 4 min 51 s \| \| 8e \| Erica Magnaldi \| Italie \| UAE Team ADQ \| + 4 min 51 s \| \| 9e \| Cecilie Uttrup Ludwig \| Danemark \| FDJ-Nouvelle Aquitaine-Futuroscope \| + 4 min 51 s \| \| 10e \| Niamh Fisher-Black \| Nouvelle-Zélande \| SD Worx \| + 4 min 51 s \| |                       |                  |                                    |                 |
| |                       |                  |                                    |                 |
| Source : ProCyclingStats |                       |                  |                                    |                 |
| Classement de l'étape |                       |                  |                                    |                 |
| Coureuse | Coureuse              | Pays             | Équipe                             | Temps           |
| 1re | Annemiek van Vleuten  | Pays-Bas         | Movistar Team                      | 3 h 13 min 13 s |
| 2e | Mavi García           | Espagne          | UAE Team ADQ                       | + 1 s           |
| 3e | Marta Cavalli         | Italie           | FDJ-Nouvelle Aquitaine-Futuroscope | + 43 s          |
| 4e | Silvia Persico        | Italie           | Valcar-Travel & Service            | + 4 min 51 s    |
| 5e | Amanda Spratt         | Australie        | Team BikeExchange-Jayco            | + 4 min 51 s    |
| 6e | Elisa Longo Borghini  | Italie           | Trek-Segafredo                     | + 4 min 51 s    |
| 7e | Élise Chabbey         | Suisse           | Canyon-SRAM Racing                 | + 4 min 51 s    |
| 8e | Erica Magnaldi        | Italie           | UAE Team ADQ                       | + 4 min 51 s    |
| 9e | Cecilie Uttrup Ludwig | Danemark         | FDJ-Nouvelle Aquitaine-Futuroscope | + 4 min 51 s    |
| 10e | Niamh Fisher-Black    | Nouvelle-Zélande | SD Worx                            | + 4 min 51 s    |

| \| Classement général \| Classement général \| Classement général \| Classement général \| Classement général \| \| Coureuse \| Coureuse \| Pays \| Équipe \| Temps \| \| ------------------ \| --------------------- \| ------------------ \| ---------------------------------- \| ------------------ \| \| 1re \| Annemiek van Vleuten \| Pays-Bas \| Movistar Team \| 8 h 46 min 33 s \| \| 2e \| Mavi García \| Espagne \| UAE Team ADQ \| + 25 s \| \| 3e \| Marta Cavalli \| Italie \| FDJ-Nouvelle Aquitaine-Futuroscope \| + 57 s \| \| 4e \| Elisa Longo Borghini \| Italie \| Trek-Segafredo \| + 5 min 00 s \| \| 5e \| Cecilie Uttrup Ludwig \| Danemark \| FDJ-Nouvelle Aquitaine-Futuroscope \| + 5 min 13 s \| \| 6e \| Amanda Spratt \| Australie \| Team BikeExchange-Jayco \| + 5 min 14 s \| \| 7e \| Élise Chabbey \| Suisse \| Canyon-SRAM Racing \| + 5 min 21 s \| \| 8e \| Niamh Fisher-Black \| Nouvelle-Zélande \| SD Worx \| + 5 min 28 s \| \| 9e \| Évita Muzic \| France \| FDJ-Nouvelle Aquitaine-Futuroscope \| + 5 min 29 s \| \| 10e \| Silvia Persico \| Italie \| Valcar-Travel & Service \| + 5 min 29 s \| |                       |                  |                                    |                 |
| |                       |                  |                                    |                 |
| Source : ProCyclingStats |                       |                  |                                    |                 |
| Classement général |                       |                  |                                    |                 |
| Coureuse | Coureuse              | Pays             | Équipe                             | Temps           |
| 1re | Annemiek van Vleuten  | Pays-Bas         | Movistar Team                      | 8 h 46 min 33 s |
| 2e | Mavi García           | Espagne          | UAE Team ADQ                       | + 25 s          |
| 3e | Marta Cavalli         | Italie           | FDJ-Nouvelle Aquitaine-Futuroscope | + 57 s          |
| 4e | Elisa Longo Borghini  | Italie           | Trek-Segafredo                     | + 5 min 00 s    |
| 5e | Cecilie Uttrup Ludwig | Danemark         | FDJ-Nouvelle Aquitaine-Futuroscope | + 5 min 13 s    |
| 6e | Amanda Spratt         | Australie        | Team BikeExchange-Jayco            | + 5 min 14 s    |
| 7e | Élise Chabbey         | Suisse           | Canyon-SRAM Racing                 | + 5 min 21 s    |
| 8e | Niamh Fisher-Black    | Nouvelle-Zélande | SD Worx                            | + 5 min 28 s    |
| 9e | Évita Muzic           | France           | FDJ-Nouvelle Aquitaine-Futuroscope | + 5 min 29 s    |
| 10e | Silvia Persico        | Italie           | Valcar-Travel & Service            | + 5 min 29 s    |

### 5eétape
Un groupe d'échappée se forme dans les vingt-cinq premiers kilomètres. Il comprend : Giorgia Bariani , Hannah Barnes, Anastasia Carbonari, Matilde Vitillo et Iris Monticolo. L'écart dépasse les cinq minutes. À dix-huit kilomètres de l'arrivée, Bariani sort seule. Elle est reprise à quatre kilomètres de l'arrivée. Emma Norsgaard chute à la flamme rouge. Au sprint, Elisa Balsamo devance Charlotte Kool.
| Carpi - Reggio d'Émilie | étape de plaine | (123,4 km) |

| \| Classement de l'étape \| Classement de l'étape \| Classement de l'étape \| Classement de l'étape \| Classement de l'étape \| \| Coureuse \| Coureuse \| Pays \| Équipe \| Temps \| \| --------------------- \| --------------------- \| --------------------- \| ---------------------------------- \| --------------------- \| \| 1re \| Elisa Balsamo \| Italie \| Trek-Segafredo \| 3 h 05 min 02 s \| \| 2e \| Charlotte Kool \| Pays-Bas \| Team DSM \| + 0 s \| \| 3e \| Marianne Vos \| Pays-Bas \| Team Jumbo-Visma \| + 0 s \| \| 4e \| Chiara Consonni \| Italie \| Valcar-Travel & Service \| + 0 s \| \| 5e \| Marta Bastianelli \| Italie \| UAE Team ADQ \| + 0 s \| \| 6e \| Arlenis Sierra \| Cuba \| Movistar Team \| + 0 s \| \| 7e \| Rachele Barbieri \| Italie \| Liv Racing Xstra \| + 0 s \| \| 8e \| Clara Copponi \| France \| FDJ-Nouvelle Aquitaine-Futuroscope \| + 0 s \| \| 9e \| Emanuela Zanetti \| Italie \| Isolmant-Premac-Vittoria \| + 0 s \| \| 10e \| Lea Lin Teutenberg \| Allemagne \| Ceratizit-WNT Pro Cycling \| + 0 s \| |                    |           |                                    |                 |
| |                    |           |                                    |                 |
| Source : ProCyclingStats |                    |           |                                    |                 |
| Classement de l'étape |                    |           |                                    |                 |
| Coureuse | Coureuse           | Pays      | Équipe                             | Temps           |
| 1re | Elisa Balsamo      | Italie    | Trek-Segafredo                     | 3 h 05 min 02 s |
| 2e | Charlotte Kool     | Pays-Bas  | Team DSM                           | + 0 s           |
| 3e | Marianne Vos       | Pays-Bas  | Team Jumbo-Visma                   | + 0 s           |
| 4e | Chiara Consonni    | Italie    | Valcar-Travel & Service            | + 0 s           |
| 5e | Marta Bastianelli  | Italie    | UAE Team ADQ                       | + 0 s           |
| 6e | Arlenis Sierra     | Cuba      | Movistar Team                      | + 0 s           |
| 7e | Rachele Barbieri   | Italie    | Liv Racing Xstra                   | + 0 s           |
| 8e | Clara Copponi      | France    | FDJ-Nouvelle Aquitaine-Futuroscope | + 0 s           |
| 9e | Emanuela Zanetti   | Italie    | Isolmant-Premac-Vittoria           | + 0 s           |
| 10e | Lea Lin Teutenberg | Allemagne | Ceratizit-WNT Pro Cycling          | + 0 s           |

| \| Classement général \| Classement général \| Classement général \| Classement général \| Classement général \| \| Coureuse \| Coureuse \| Pays \| Équipe \| Temps \| \| ------------------ \| --------------------- \| ------------------ \| ---------------------------------- \| ------------------ \| \| 1re \| Annemiek van Vleuten \| Pays-Bas \| Movistar Team \| 11 h 51 min 35 s \| \| 2e \| Mavi García \| Espagne \| UAE Team ADQ \| + 25 s \| \| 3e \| Marta Cavalli \| Italie \| FDJ-Nouvelle Aquitaine-Futuroscope \| + 57 s \| \| 4e \| Elisa Longo Borghini \| Italie \| Trek-Segafredo \| + 5 min 00 s \| \| 5e \| Cecilie Uttrup Ludwig \| Danemark \| FDJ-Nouvelle Aquitaine-Futuroscope \| + 5 min 13 s \| \| 6e \| Amanda Spratt \| Australie \| Team BikeExchange-Jayco \| + 5 min 14 s \| \| 7e \| Élise Chabbey \| Suisse \| Canyon-SRAM Racing \| + 5 min 21 s \| \| 8e \| Niamh Fisher-Black \| Nouvelle-Zélande \| SD Worx \| + 5 min 28 s \| \| 9e \| Évita Muzic \| France \| FDJ-Nouvelle Aquitaine-Futuroscope \| + 5 min 29 s \| \| 10e \| Silvia Persico \| Italie \| Valcar-Travel & Service \| + 5 min 29 s \| |                       |                  |                                    |                  |
| |                       |                  |                                    |                  |
| Source : ProCyclingStats |                       |                  |                                    |                  |
| Classement général |                       |                  |                                    |                  |
| Coureuse | Coureuse              | Pays             | Équipe                             | Temps            |
| 1re | Annemiek van Vleuten  | Pays-Bas         | Movistar Team                      | 11 h 51 min 35 s |
| 2e | Mavi García           | Espagne          | UAE Team ADQ                       | + 25 s           |
| 3e | Marta Cavalli         | Italie           | FDJ-Nouvelle Aquitaine-Futuroscope | + 57 s           |
| 4e | Elisa Longo Borghini  | Italie           | Trek-Segafredo                     | + 5 min 00 s     |
| 5e | Cecilie Uttrup Ludwig | Danemark         | FDJ-Nouvelle Aquitaine-Futuroscope | + 5 min 13 s     |
| 6e | Amanda Spratt         | Australie        | Team BikeExchange-Jayco            | + 5 min 14 s     |
| 7e | Élise Chabbey         | Suisse           | Canyon-SRAM Racing                 | + 5 min 21 s     |
| 8e | Niamh Fisher-Black    | Nouvelle-Zélande | SD Worx                            | + 5 min 28 s     |
| 9e | Évita Muzic           | France           | FDJ-Nouvelle Aquitaine-Futuroscope | + 5 min 29 s     |
| 10e | Silvia Persico        | Italie           | Valcar-Travel & Service            | + 5 min 29 s     |

### 6eétape
Dans le cinquième tour de circuit, Alessia Vigilia sort seule et compte jusqu'à une minute d'avance. Markéta Hájková et Eukene Larrarte partent en poursuite, mais un regroupement général a lieu dans la côte de San Pantaleone. Juliette Labous attaque sur le plat qui suit la descente. Elle est suivie par Kristen Faulkner, Anouska Koster et Niamh Fisher-Black. Le peloton les reprend avant le sprint intermédiaire, où Marta Cavalli prend les bonifications. Victoire Berteau part alors seule. Derrière,  Giorgia Bariani, Catalina Soto et Beatrice Rossato partent en chasse. L'avance de Berteau atteint la minute, mais elle perd rapidement du terrain dans la dernière difficulté qui mène à Bergame. Dans ce secteur pavé ascendant, Elise Chabbey chute et gène Annemiek van Vleuten. Lucinda Brand accélère, Elisa Longo Borghini attaque et n'est suivie que par Marianne Vos. Mavi Garcia revient sur elles juste après. Un groupe de tête se reforme. Marianne Vos se montre la plus rapide du groupe devant Lotte Kopecky.
| Sarnico - Bergame | étape vallonnée | (114,7 km) |

| \| Classement de l'étape \| Classement de l'étape \| Classement de l'étape \| Classement de l'étape \| Classement de l'étape \| \| Coureuse \| Coureuse \| Pays \| Équipe \| Temps \| \| --------------------- \| --------------------- \| --------------------- \| ---------------------------------- \| --------------------- \| \| 1re \| Marianne Vos \| Pays-Bas \| Team Jumbo-Visma \| 2 h 58 min 30 s \| \| 2e \| Lotte Kopecky \| Belgique \| SD Worx \| + 0 s \| \| 3e \| Silvia Persico \| Italie \| Valcar-Travel & Service \| + 0 s \| \| 4e \| Kristen Faulkner \| États-Unis \| Team BikeExchange-Jayco \| + 0 s \| \| 5e \| Amanda Spratt \| Australie \| Team BikeExchange-Jayco \| + 0 s \| \| 6e \| Annemiek van Vleuten \| Pays-Bas \| Movistar Team \| + 0 s \| \| 7e \| Marta Cavalli \| Italie \| FDJ-Nouvelle Aquitaine-Futuroscope \| + 0 s \| \| 8e \| Mavi García \| Espagne \| UAE Team ADQ \| + 0 s \| \| 9e \| Elisa Longo Borghini \| Italie \| Trek-Segafredo \| + 0 s \| \| 10e \| Cecilie Uttrup Ludwig \| Danemark \| FDJ-Nouvelle Aquitaine-Futuroscope \| + 0 s \| |                       |            |                                    |                 |
| |                       |            |                                    |                 |
| Source : ProCyclingStats |                       |            |                                    |                 |
| Classement de l'étape |                       |            |                                    |                 |
| Coureuse | Coureuse              | Pays       | Équipe                             | Temps           |
| 1re | Marianne Vos          | Pays-Bas   | Team Jumbo-Visma                   | 2 h 58 min 30 s |
| 2e | Lotte Kopecky         | Belgique   | SD Worx                            | + 0 s           |
| 3e | Silvia Persico        | Italie     | Valcar-Travel & Service            | + 0 s           |
| 4e | Kristen Faulkner      | États-Unis | Team BikeExchange-Jayco            | + 0 s           |
| 5e | Amanda Spratt         | Australie  | Team BikeExchange-Jayco            | + 0 s           |
| 6e | Annemiek van Vleuten  | Pays-Bas   | Movistar Team                      | + 0 s           |
| 7e | Marta Cavalli         | Italie     | FDJ-Nouvelle Aquitaine-Futuroscope | + 0 s           |
| 8e | Mavi García           | Espagne    | UAE Team ADQ                       | + 0 s           |
| 9e | Elisa Longo Borghini  | Italie     | Trek-Segafredo                     | + 0 s           |
| 10e | Cecilie Uttrup Ludwig | Danemark   | FDJ-Nouvelle Aquitaine-Futuroscope | + 0 s           |

| \| Classement général \| Classement général \| Classement général \| Classement général \| Classement général \| \| Coureuse \| Coureuse \| Pays \| Équipe \| Temps \| \| ------------------ \| --------------------- \| ------------------ \| ---------------------------------- \| ------------------ \| \| 1re \| Annemiek van Vleuten \| Pays-Bas \| Movistar Team \| 14 h 50 min 05 s \| \| 2e \| Mavi García \| Espagne \| UAE Team ADQ \| + 25 s \| \| 3e \| Marta Cavalli \| Italie \| FDJ-Nouvelle Aquitaine-Futuroscope \| + 54 s \| \| 4e \| Elisa Longo Borghini \| Italie \| Trek-Segafredo \| + 5 min 00 s \| \| 5e \| Cecilie Uttrup Ludwig \| Danemark \| FDJ-Nouvelle Aquitaine-Futuroscope \| + 5 min 13 s \| \| 6e \| Amanda Spratt \| Australie \| Team BikeExchange-Jayco \| + 5 min 14 s \| \| 7e \| Silvia Persico \| Italie \| Valcar-Travel & Service \| + 5 min 25 s \| \| 8e \| Niamh Fisher-Black \| Nouvelle-Zélande \| SD Worx \| + 5 min 28 s \| \| 9e \| Élise Chabbey \| Suisse \| Canyon-SRAM Racing \| + 5 min 45 s \| \| 10e \| Évita Muzic \| France \| FDJ-Nouvelle Aquitaine-Futuroscope \| + 5 min 55 s \| |                       |                  |                                    |                  |
| |                       |                  |                                    |                  |
| Source : ProCyclingStats |                       |                  |                                    |                  |
| Classement général |                       |                  |                                    |                  |
| Coureuse | Coureuse              | Pays             | Équipe                             | Temps            |
| 1re | Annemiek van Vleuten  | Pays-Bas         | Movistar Team                      | 14 h 50 min 05 s |
| 2e | Mavi García           | Espagne          | UAE Team ADQ                       | + 25 s           |
| 3e | Marta Cavalli         | Italie           | FDJ-Nouvelle Aquitaine-Futuroscope | + 54 s           |
| 4e | Elisa Longo Borghini  | Italie           | Trek-Segafredo                     | + 5 min 00 s     |
| 5e | Cecilie Uttrup Ludwig | Danemark         | FDJ-Nouvelle Aquitaine-Futuroscope | + 5 min 13 s     |
| 6e | Amanda Spratt         | Australie        | Team BikeExchange-Jayco            | + 5 min 14 s     |
| 7e | Silvia Persico        | Italie           | Valcar-Travel & Service            | + 5 min 25 s     |
| 8e | Niamh Fisher-Black    | Nouvelle-Zélande | SD Worx                            | + 5 min 28 s     |
| 9e | Élise Chabbey         | Suisse           | Canyon-SRAM Racing                 | + 5 min 45 s     |
| 10e | Évita Muzic           | France           | FDJ-Nouvelle Aquitaine-Futuroscope | + 5 min 55 s     |

### 7eétape
Marianne Vos, vainqueur la veille, décide de ne pas prendre le départ. Un groupe de quatorze coureuses d'échappent dans les premiers kilomètres. Il compte jusqu'à neuf minutes d'avance. Amalie Lutro attaque depuis le groupe à vingt-quatre kilomètres de l'arrivée. Elle est reprise au pied de la montée finale. Une sélection s'opère immédiatement et seule Cristina Tonetti, Juliette Labous, Mikayla Harvey, Paula Patiño, Georgia Williams et Magdeleine Vallieres sont encore en tête. L'avance sur le peloton se réduit à deux minutes. Juliette Labous décide alors de sortir seule à sept kilomètres et demi du sommet. Elle accélère nettement et son avance ne faiblit pas sur les favorites. Derrière, Annemiek van Vleuten et Marta Cavalli se livrent un duel, mais elles ne parviennent pas à se départager. Elisa Longo Borghini, Gaia Realini, Amanda Spratt, Mavi Garcia et Niamh Fisher-Black  arrivent donc à recoller. À deux kilomètres de l'arrivée, Mavi Garcia attaque. Elle est suivie par Van Vleuten et Cavalli. Elisa Longo Borghini revient et attaque, mais est reprise. Dans le final, Annemiek van Vleuten parvient à s'extraire et prend la deuxième place de l'étape derrière Juliette Labous.
| Prevalle - Giogo del Maniva | étape de montagne | (113,4 km) |

| \| Classement de l'étape \| Classement de l'étape \| Classement de l'étape \| Classement de l'étape \| Classement de l'étape \| \| Coureuse \| Coureuse \| Pays \| Équipe \| Temps \| \| --------------------- \| --------------------- \| --------------------- \| ---------------------------------- \| --------------------- \| \| 1re \| Juliette Labous \| France \| Team DSM \| 3 h 22 min 36 s \| \| 2e \| Annemiek van Vleuten \| Pays-Bas \| Movistar Team \| + 1 min 37 s \| \| 3e \| Mavi García \| Espagne \| UAE Team ADQ \| + 1 min 41 s \| \| 4e \| Marta Cavalli \| Italie \| FDJ-Nouvelle Aquitaine-Futuroscope \| + 1 min 47 s \| \| 5e \| Elisa Longo Borghini \| Italie \| Trek-Segafredo \| + 1 min 50 s \| \| 6e \| Niamh Fisher-Black \| Nouvelle-Zélande \| SD Worx \| + 1 min 57 s \| \| 7e \| Gaia Realini \| Italie \| Isolmant-Premac-Vittoria \| + 2 min 13 s \| \| 8e \| Amanda Spratt \| Australie \| Team BikeExchange-Jayco \| + 2 min 29 s \| \| 9e \| Clara Koppenburg \| Allemagne \| Cofidis \| + 2 min 37 s \| \| 10e \| Silvia Persico \| Italie \| Valcar-Travel & Service \| + 2 min 39 s \| |                      |                  |                                    |                 |
| |                      |                  |                                    |                 |
| Source : ProCyclingStats |                      |                  |                                    |                 |
| Classement de l'étape |                      |                  |                                    |                 |
| Coureuse | Coureuse             | Pays             | Équipe                             | Temps           |
| 1re | Juliette Labous      | France           | Team DSM                           | 3 h 22 min 36 s |
| 2e | Annemiek van Vleuten | Pays-Bas         | Movistar Team                      | + 1 min 37 s    |
| 3e | Mavi García          | Espagne          | UAE Team ADQ                       | + 1 min 41 s    |
| 4e | Marta Cavalli        | Italie           | FDJ-Nouvelle Aquitaine-Futuroscope | + 1 min 47 s    |
| 5e | Elisa Longo Borghini | Italie           | Trek-Segafredo                     | + 1 min 50 s    |
| 6e | Niamh Fisher-Black   | Nouvelle-Zélande | SD Worx                            | + 1 min 57 s    |
| 7e | Gaia Realini         | Italie           | Isolmant-Premac-Vittoria           | + 2 min 13 s    |
| 8e | Amanda Spratt        | Australie        | Team BikeExchange-Jayco            | + 2 min 29 s    |
| 9e | Clara Koppenburg     | Allemagne        | Cofidis                            | + 2 min 37 s    |
| 10e | Silvia Persico       | Italie           | Valcar-Travel & Service            | + 2 min 39 s    |

| \| Classement général \| Classement général \| Classement général \| Classement général \| Classement général \| \| Coureuse \| Coureuse \| Pays \| Équipe \| Temps \| \| ------------------ \| --------------------- \| ------------------ \| ---------------------------------- \| ------------------ \| \| 1re \| Annemiek van Vleuten \| Pays-Bas \| Movistar Team \| 18 h 14 min 12 s \| \| 2e \| Mavi García \| Espagne \| UAE Team ADQ \| + 31 s \| \| 3e \| Marta Cavalli \| Italie \| FDJ-Nouvelle Aquitaine-Futuroscope \| + 1 min 10 s \| \| 4e \| Elisa Longo Borghini \| Italie \| Trek-Segafredo \| + 5 min 19 s \| \| 5e \| Niamh Fisher-Black \| Nouvelle-Zélande \| SD Worx \| + 5 min 54 s \| \| 6e \| Amanda Spratt \| Australie \| Team BikeExchange-Jayco \| + 6 min 12 s \| \| 7e \| Cecilie Uttrup Ludwig \| Danemark \| FDJ-Nouvelle Aquitaine-Futuroscope \| + 6 min 22 s \| \| 8e \| Silvia Persico \| Italie \| Valcar-Travel & Service \| + 6 min 33 s \| \| 9e \| Erica Magnaldi \| Italie \| UAE Team ADQ \| + 8 min 25 s \| \| 10e \| Élise Chabbey \| Suisse \| Canyon-SRAM Racing \| + 8 min 30 s \| |                       |                  |                                    |                  |
| |                       |                  |                                    |                  |
| Source : ProCyclingStats |                       |                  |                                    |                  |
| Classement général |                       |                  |                                    |                  |
| Coureuse | Coureuse              | Pays             | Équipe                             | Temps            |
| 1re | Annemiek van Vleuten  | Pays-Bas         | Movistar Team                      | 18 h 14 min 12 s |
| 2e | Mavi García           | Espagne          | UAE Team ADQ                       | + 31 s           |
| 3e | Marta Cavalli         | Italie           | FDJ-Nouvelle Aquitaine-Futuroscope | + 1 min 10 s     |
| 4e | Elisa Longo Borghini  | Italie           | Trek-Segafredo                     | + 5 min 19 s     |
| 5e | Niamh Fisher-Black    | Nouvelle-Zélande | SD Worx                            | + 5 min 54 s     |
| 6e | Amanda Spratt         | Australie        | Team BikeExchange-Jayco            | + 6 min 12 s     |
| 7e | Cecilie Uttrup Ludwig | Danemark         | FDJ-Nouvelle Aquitaine-Futuroscope | + 6 min 22 s     |
| 8e | Silvia Persico        | Italie           | Valcar-Travel & Service            | + 6 min 33 s     |
| 9e | Erica Magnaldi        | Italie           | UAE Team ADQ                       | + 8 min 25 s     |
| 10e | Élise Chabbey         | Suisse           | Canyon-SRAM Racing                 | + 8 min 30 s     |

### 8eétape
Amanda Spratt doit abandonner à la suite d'un contrôle positif au Covid. Il n'y a pas d'échappée en début d'étape. Dans le Passo Bordala, Kristabel Doebel-Hickok accélère mais est reprise par ce qu'il reste du peloton.  Brodie Chapman attaque par la suite. Kristen Faulkner la rejoint puis la distance à six kilomètres du sommet. Clara Koppenburg, Anouska Koster et Gaia Realini partent en poursuite. Mavi Garcia passe à l'offensive à trois kilomètres du sommet. Annemiek van Vleuten part immédiatement à sa poursuite, Marta Cavalli revient par la suite. Faulkner passe au sommet en tête. Elle attaque l'ultime difficulté avec une minute trente d'avance. Jelena Eric mène le groupe de favorites et le réduit à Van Vleuten, Cavalli, Garcia et Neve Bradbury. Cette dernière lâche prise par la suite quand Van Vleuten accélère. Elle reprend Faulkner. Dans la descente, elle loupe un virage et chute. Elle remonte aussitôt en selle et remporte l'étape. Marta Cavalli est seconde et Elisa Longo Borghini troisième.
| Rovereto - Aldeno | étape de montagne | (92,2 km) |

| \| Classement de l'étape \| Classement de l'étape \| Classement de l'étape \| Classement de l'étape \| Classement de l'étape \| \| Coureuse \| Coureuse \| Pays \| Équipe \| Temps \| \| --------------------- \| --------------------- \| --------------------- \| ---------------------------------- \| --------------------- \| \| 1re \| Annemiek van Vleuten \| Pays-Bas \| Movistar Team \| 3 h 03 min 16 s \| \| 2e \| Marta Cavalli \| Italie \| FDJ-Nouvelle Aquitaine-Futuroscope \| + 59 s \| \| 3e \| Elisa Longo Borghini \| Italie \| Trek-Segafredo \| + 1 min 38 s \| \| 4e \| Kristen Faulkner \| États-Unis \| Team BikeExchange-Jayco \| + 1 min 45 s \| \| 5e \| Niamh Fisher-Black \| Nouvelle-Zélande \| SD Worx \| + 3 min 01 s \| \| 6e \| Mavi García \| Espagne \| UAE Team ADQ \| + 3 min 01 s \| \| 7e \| Juliette Labous \| France \| Team DSM \| + 3 min 01 s \| \| 8e \| Cecilie Uttrup Ludwig \| Danemark \| FDJ-Nouvelle Aquitaine-Futuroscope \| + 3 min 01 s \| \| 9e \| Neve Bradbury \| Australie \| Canyon-SRAM Racing \| + 3 min 10 s \| \| 10e \| Silvia Persico \| Italie \| Valcar-Travel & Service \| + 3 min 59 s \| |                       |                  |                                    |                 |
| |                       |                  |                                    |                 |
| Source : ProCyclingStats |                       |                  |                                    |                 |
| Classement de l'étape |                       |                  |                                    |                 |
| Coureuse | Coureuse              | Pays             | Équipe                             | Temps           |
| 1re | Annemiek van Vleuten  | Pays-Bas         | Movistar Team                      | 3 h 03 min 16 s |
| 2e | Marta Cavalli         | Italie           | FDJ-Nouvelle Aquitaine-Futuroscope | + 59 s          |
| 3e | Elisa Longo Borghini  | Italie           | Trek-Segafredo                     | + 1 min 38 s    |
| 4e | Kristen Faulkner      | États-Unis       | Team BikeExchange-Jayco            | + 1 min 45 s    |
| 5e | Niamh Fisher-Black    | Nouvelle-Zélande | SD Worx                            | + 3 min 01 s    |
| 6e | Mavi García           | Espagne          | UAE Team ADQ                       | + 3 min 01 s    |
| 7e | Juliette Labous       | France           | Team DSM                           | + 3 min 01 s    |
| 8e | Cecilie Uttrup Ludwig | Danemark         | FDJ-Nouvelle Aquitaine-Futuroscope | + 3 min 01 s    |
| 9e | Neve Bradbury         | Australie        | Canyon-SRAM Racing                 | + 3 min 10 s    |
| 10e | Silvia Persico        | Italie           | Valcar-Travel & Service            | + 3 min 59 s    |

| \| Classement général \| Classement général \| Classement général \| Classement général \| Classement général \| \| Coureuse \| Coureuse \| Pays \| Équipe \| Temps \| \| ------------------ \| --------------------- \| ------------------ \| ---------------------------------- \| ------------------ \| \| 1re \| Annemiek van Vleuten \| Pays-Bas \| Movistar Team \| 21 h 17 min 18 s \| \| 2e \| Marta Cavalli \| Italie \| FDJ-Nouvelle Aquitaine-Futuroscope \| + 2 min 13 s \| \| 3e \| Mavi García \| Espagne \| UAE Team ADQ \| + 3 min 42 s \| \| 4e \| Elisa Longo Borghini \| Italie \| Trek-Segafredo \| + 7 min 03 s \| \| 5e \| Niamh Fisher-Black \| Nouvelle-Zélande \| SD Worx \| + 9 min 05 s \| \| 6e \| Cecilie Uttrup Ludwig \| Danemark \| FDJ-Nouvelle Aquitaine-Futuroscope \| + 9 min 33 s \| \| 7e \| Silvia Persico \| Italie \| Valcar-Travel & Service \| + 10 min 41 s \| \| 8e \| Erica Magnaldi \| Italie \| UAE Team ADQ \| + 12 min 35 s \| \| 9e \| Juliette Labous \| France \| Team DSM \| + 13 min 25 s \| \| 10e \| Élise Chabbey \| Suisse \| Canyon-SRAM Racing \| + 13 min 29 s \| |                       |                  |                                    |                  |
| |                       |                  |                                    |                  |
| Source : ProCyclingStats |                       |                  |                                    |                  |
| Classement général |                       |                  |                                    |                  |
| Coureuse | Coureuse              | Pays             | Équipe                             | Temps            |
| 1re | Annemiek van Vleuten  | Pays-Bas         | Movistar Team                      | 21 h 17 min 18 s |
| 2e | Marta Cavalli         | Italie           | FDJ-Nouvelle Aquitaine-Futuroscope | + 2 min 13 s     |
| 3e | Mavi García           | Espagne          | UAE Team ADQ                       | + 3 min 42 s     |
| 4e | Elisa Longo Borghini  | Italie           | Trek-Segafredo                     | + 7 min 03 s     |
| 5e | Niamh Fisher-Black    | Nouvelle-Zélande | SD Worx                            | + 9 min 05 s     |
| 6e | Cecilie Uttrup Ludwig | Danemark         | FDJ-Nouvelle Aquitaine-Futuroscope | + 9 min 33 s     |
| 7e | Silvia Persico        | Italie           | Valcar-Travel & Service            | + 10 min 41 s    |
| 8e | Erica Magnaldi        | Italie           | UAE Team ADQ                       | + 12 min 35 s    |
| 9e | Juliette Labous       | France           | Team DSM                           | + 13 min 25 s    |
| 10e | Élise Chabbey         | Suisse           | Canyon-SRAM Racing                 | + 13 min 29 s    |

### 9eétape
Gaia Realini et Kristen Faulkner attaquent environ à la moitié de l'ascension du Fai della Paganella. Une sélection importante s'opère dans le peloton. Brodie Chapman, Anouska Koster et Erica Magnaldi sortent en chasse dans la descente. Lucinda Brand les rejoint par la suite. Dans le Passo Daone, le peloton est de nouveau réduit. Marta Cavalli y attaque et est reprise par Van Vleuten. Garcia contre, mais sans plus de succès. À l'avant, Faulkner accélère et lâche Realini. Derrière, Elisa Longo Borghini attaque Mavi Garcia avant le sommet. Dans la descente, Cavalli prend quelques mètres d'avance sur Van Vleuten, mais celle-ci revient avec Elisa Longo Borghini, qui a distancée Garcia dans la descente, dans le replat. Dans la montée finale, Longo Borghini mène le groupe afin de creuser l'écart sur Garcia. Dans les derniers kilomètres, Marta Cavalli attaque et prend quelques secondes à Van Vleuten. Kristen Faulkner s'impose et s'empare de la tête du classement de la montagne. Longo Borghini revient à moins d'une minute de Mavi Garcia au classement général, mais ne peut la dépasser.
| San Michele all'Adige - San Lorenzo Dorsino | étape de montagne | (112,8 km) |

| \| Classement de l'étape \| Classement de l'étape \| Classement de l'étape \| Classement de l'étape \| Classement de l'étape \| \| Coureuse \| Coureuse \| Pays \| Équipe \| Temps \| \| --------------------- \| --------------------- \| --------------------- \| ---------------------------------- \| --------------------- \| \| 1re \| Kristen Faulkner \| États-Unis \| Team BikeExchange-Jayco \| 3 h 36 min 36 s \| \| 2e \| Marta Cavalli \| Italie \| FDJ-Nouvelle Aquitaine-Futuroscope \| + 59 s \| \| 3e \| Elisa Longo Borghini \| Italie \| Trek-Segafredo \| + 1 min 14 s \| \| 4e \| Annemiek van Vleuten \| Pays-Bas \| Movistar Team \| + 1 min 14 s \| \| 5e \| Gaia Realini \| Italie \| Isolmant-Premac-Vittoria \| + 1 min 44 s \| \| 6e \| Niamh Fisher-Black \| Nouvelle-Zélande \| SD Worx \| + 3 min 35 s \| \| 7e \| Silvia Persico \| Italie \| Valcar-Travel & Service \| + 3 min 35 s \| \| 8e \| Juliette Labous \| France \| Team DSM \| + 3 min 38 s \| \| 9e \| Mavi García \| Espagne \| UAE Team ADQ \| + 3 min 42 s \| \| 10e \| Erica Magnaldi \| Italie \| UAE Team ADQ \| + 4 min 06 s \| |                      |                  |                                    |                 |
| |                      |                  |                                    |                 |
| Source : ProCyclingStats |                      |                  |                                    |                 |
| Classement de l'étape |                      |                  |                                    |                 |
| Coureuse | Coureuse             | Pays             | Équipe                             | Temps           |
| 1re | Kristen Faulkner     | États-Unis       | Team BikeExchange-Jayco            | 3 h 36 min 36 s |
| 2e | Marta Cavalli        | Italie           | FDJ-Nouvelle Aquitaine-Futuroscope | + 59 s          |
| 3e | Elisa Longo Borghini | Italie           | Trek-Segafredo                     | + 1 min 14 s    |
| 4e | Annemiek van Vleuten | Pays-Bas         | Movistar Team                      | + 1 min 14 s    |
| 5e | Gaia Realini         | Italie           | Isolmant-Premac-Vittoria           | + 1 min 44 s    |
| 6e | Niamh Fisher-Black   | Nouvelle-Zélande | SD Worx                            | + 3 min 35 s    |
| 7e | Silvia Persico       | Italie           | Valcar-Travel & Service            | + 3 min 35 s    |
| 8e | Juliette Labous      | France           | Team DSM                           | + 3 min 38 s    |
| 9e | Mavi García          | Espagne          | UAE Team ADQ                       | + 3 min 42 s    |
| 10e | Erica Magnaldi       | Italie           | UAE Team ADQ                       | + 4 min 06 s    |

| \| Classement général \| Classement général \| Classement général \| Classement général \| Classement général \| \| Coureuse \| Coureuse \| Pays \| Équipe \| Temps \| \| ------------------ \| --------------------- \| ------------------ \| ---------------------------------- \| ------------------ \| \| 1re \| Annemiek van Vleuten \| Pays-Bas \| Movistar Team \| 24 h 55 min 08 s \| \| 2e \| Marta Cavalli \| Italie \| FDJ-Nouvelle Aquitaine-Futuroscope \| + 1 min 52 s \| \| 3e \| Mavi García \| Espagne \| UAE Team ADQ \| + 6 min 10 s \| \| 4e \| Elisa Longo Borghini \| Italie \| Trek-Segafredo \| + 6 min 59 s \| \| 5e \| Niamh Fisher-Black \| Nouvelle-Zélande \| SD Worx \| + 11 min 26 s \| \| 6e \| Cecilie Uttrup Ludwig \| Danemark \| FDJ-Nouvelle Aquitaine-Futuroscope \| + 12 min 28 s \| \| 7e \| Silvia Persico \| Italie \| Valcar-Travel & Service \| + 13 min 22 s \| \| 8e \| Erica Magnaldi \| Italie \| UAE Team ADQ \| + 15 min 27 s \| \| 9e \| Juliette Labous \| France \| Team DSM \| + 15 min 49 s \| \| 10e \| Neve Bradbury \| Australie \| Canyon-SRAM Racing \| + 17 min 43 s \| |                       |                  |                                    |                  |
| |                       |                  |                                    |                  |
| Source : ProCyclingStats |                       |                  |                                    |                  |
| Classement général |                       |                  |                                    |                  |
| Coureuse | Coureuse              | Pays             | Équipe                             | Temps            |
| 1re | Annemiek van Vleuten  | Pays-Bas         | Movistar Team                      | 24 h 55 min 08 s |
| 2e | Marta Cavalli         | Italie           | FDJ-Nouvelle Aquitaine-Futuroscope | + 1 min 52 s     |
| 3e | Mavi García           | Espagne          | UAE Team ADQ                       | + 6 min 10 s     |
| 4e | Elisa Longo Borghini  | Italie           | Trek-Segafredo                     | + 6 min 59 s     |
| 5e | Niamh Fisher-Black    | Nouvelle-Zélande | SD Worx                            | + 11 min 26 s    |
| 6e | Cecilie Uttrup Ludwig | Danemark         | FDJ-Nouvelle Aquitaine-Futuroscope | + 12 min 28 s    |
| 7e | Silvia Persico        | Italie           | Valcar-Travel & Service            | + 13 min 22 s    |
| 8e | Erica Magnaldi        | Italie           | UAE Team ADQ                       | + 15 min 27 s    |
| 9e | Juliette Labous       | France           | Team DSM                           | + 15 min 49 s    |
| 10e | Neve Bradbury         | Australie        | Canyon-SRAM Racing                 | + 17 min 43 s    |

### 10eétape
Eva Maria Gatscher est la première à tenter de s'échapper. Après le prix des monts, Niamh Fisher-Black , Victoire Berteau et Sara Poidevin sortent brièvement. Un contre avec Kristabel Doebel-Hickok et Alessia Vigilia se forme. Leur avance atteint une minute quarante. Derrière, Francesca Baroni et Anastasia Carbonari partent en poursuite, mais n'effectuent jamais la jonction. Le duo de tête est repris à quatre kilomètres de l'arrivée. Au sprint, Chiara Consonni se montre la plus véloce.
| Abano Terme - Padoue | étape vallonnée | (90,5 km) |

| \| Classement de l'étape \| Classement de l'étape \| Classement de l'étape \| Classement de l'étape \| Classement de l'étape \| \| Coureuse \| Coureuse \| Pays \| Équipe \| Temps \| \| --------------------- \| --------------------- \| --------------------- \| ---------------------------------- \| --------------------- \| \| 1re \| Chiara Consonni \| Italie \| Valcar-Travel & Service \| 2 h 12 min 04 s \| \| 2e \| Rachele Barbieri \| Italie \| Liv Racing Xstra \| + 0 s \| \| 3e \| Emma Norsgaard Bjerg \| Danemark \| Movistar Team \| + 0 s \| \| 4e \| Elisa Balsamo \| Italie \| Trek-Segafredo \| + 0 s \| \| 5e \| Sofia Bertizzolo \| Italie \| UAE Team ADQ \| + 0 s \| \| 6e \| Karlijn Swinkels \| Pays-Bas \| Team Jumbo-Visma \| + 0 s \| \| 7e \| Clara Copponi \| France \| FDJ-Nouvelle Aquitaine-Futuroscope \| + 0 s \| \| 8e \| Lotte Kopecky \| Belgique \| SD Worx \| + 0 s \| \| 9e \| Martina Fidanza \| Italie \| Ceratizit-WNT Pro Cycling \| + 0 s \| \| 10e \| Teniel Campbell \| Trinité-et-Tobago \| Team BikeExchange-Jayco \| + 0 s \| |                      |                   |                                    |                 |
| |                      |                   |                                    |                 |
| Source : ProCyclingStats |                      |                   |                                    |                 |
| Classement de l'étape |                      |                   |                                    |                 |
| Coureuse | Coureuse             | Pays              | Équipe                             | Temps           |
| 1re | Chiara Consonni      | Italie            | Valcar-Travel & Service            | 2 h 12 min 04 s |
| 2e | Rachele Barbieri     | Italie            | Liv Racing Xstra                   | + 0 s           |
| 3e | Emma Norsgaard Bjerg | Danemark          | Movistar Team                      | + 0 s           |
| 4e | Elisa Balsamo        | Italie            | Trek-Segafredo                     | + 0 s           |
| 5e | Sofia Bertizzolo     | Italie            | UAE Team ADQ                       | + 0 s           |
| 6e | Karlijn Swinkels     | Pays-Bas          | Team Jumbo-Visma                   | + 0 s           |
| 7e | Clara Copponi        | France            | FDJ-Nouvelle Aquitaine-Futuroscope | + 0 s           |
| 8e | Lotte Kopecky        | Belgique          | SD Worx                            | + 0 s           |
| 9e | Martina Fidanza      | Italie            | Ceratizit-WNT Pro Cycling          | + 0 s           |
| 10e | Teniel Campbell      | Trinité-et-Tobago | Team BikeExchange-Jayco            | + 0 s           |

## Classements finals

### Classement général final
| \| Classement général \| Classement général \| Classement général \| Classement général \| Classement général \| \| Coureuse \| Coureuse \| Pays \| Équipe \| Temps \| \| ------------------ \| --------------------- \| ------------------ \| ---------------------------------- \| ------------------ \| \| 1re \| Annemiek van Vleuten \| Pays-Bas \| Movistar Team \| 27 h 07 min 26 s \| \| 2e \| Marta Cavalli \| Italie \| FDJ-Nouvelle Aquitaine-Futuroscope \| + 1 min 52 s \| \| 3e \| Mavi García \| Espagne \| UAE Team ADQ \| + 5 min 56 s \| \| 4e \| Elisa Longo Borghini \| Italie \| Trek-Segafredo \| + 6 min 45 s \| \| 5e \| Niamh Fisher-Black \| Nouvelle-Zélande \| SD Worx \| + 11 min 12 s \| \| 6e \| Cecilie Uttrup Ludwig \| Danemark \| FDJ-Nouvelle Aquitaine-Futuroscope \| + 12 min 14 s \| \| 7e \| Silvia Persico \| Italie \| Valcar-Travel & Service \| + 13 min 08 s \| \| 8e \| Erica Magnaldi \| Italie \| UAE Team ADQ \| + 15 min 13 s \| \| 9e \| Juliette Labous \| France \| Team DSM \| + 15 min 49 s \| \| 10e \| Neve Bradbury \| Australie \| Canyon-SRAM Racing \| + 17 min 29 s \| |                       |                  |                                    |                  |
| |                       |                  |                                    |                  |
| Source : ProCyclingStats |                       |                  |                                    |                  |
| Classement général |                       |                  |                                    |                  |
| Coureuse | Coureuse              | Pays             | Équipe                             | Temps            |
| 1re | Annemiek van Vleuten  | Pays-Bas         | Movistar Team                      | 27 h 07 min 26 s |
| 2e | Marta Cavalli         | Italie           | FDJ-Nouvelle Aquitaine-Futuroscope | + 1 min 52 s     |
| 3e | Mavi García           | Espagne          | UAE Team ADQ                       | + 5 min 56 s     |
| 4e | Elisa Longo Borghini  | Italie           | Trek-Segafredo                     | + 6 min 45 s     |
| 5e | Niamh Fisher-Black    | Nouvelle-Zélande | SD Worx                            | + 11 min 12 s    |
| 6e | Cecilie Uttrup Ludwig | Danemark         | FDJ-Nouvelle Aquitaine-Futuroscope | + 12 min 14 s    |
| 7e | Silvia Persico        | Italie           | Valcar-Travel & Service            | + 13 min 08 s    |
| 8e | Erica Magnaldi        | Italie           | UAE Team ADQ                       | + 15 min 13 s    |
| 9e | Juliette Labous       | France           | Team DSM                           | + 15 min 49 s    |
| 10e | Neve Bradbury         | Australie        | Canyon-SRAM Racing                 | + 17 min 29 s    |

### Points attribués
| Position           | 1er | 2e  | 3e  | 4e  | 5e  | 6e  | 7e  | 8e  | 9e | 10e | 11e | 12e | 13e | 14e | 15e | 16e à 20e | 21e à 30e | 31e à 40e |
| Classement général | 400 | 320 | 260 | 220 | 180 | 140 | 120 | 100 | 80 | 68  | 56  | 48  | 40  | 32  | 28  | 24        | 16        | 8         |
| Par étape          | 50  | 40  | 30  | 24  | 20  | 18  | 15  | 10  | 8  | 6   |     |     |     |     |     |           |           |           |
| Leader, par étape  | 8   |     |     |     |     |     |     |     |    |     |     |     |     |     |     |           |           |           |
| Meilleure jeune    | 6   | 4   | 2   |     |     |     |     |     |    |     |     |     |     |     |     |           |           |           |

### Classements annexes
| Classement par points | Classement par points | Classement par points | Classement par points              | Classement par points |
| Coureuse              | Coureuse              | Pays                  | Équipe                             | Points                |
| --------------------- | --------------------- | --------------------- | ---------------------------------- | --------------------- |
| 1re                   | Annemiek van Vleuten  | Pays-Bas              | Movistar Team                      | 60 pts                |
| 2e                    | Elisa Balsamo         | Italie                | Trek-Segafredo                     | 58 pts                |
| 3e                    | Kristen Faulkner      | États-Unis            | Team BikeExchange-Jayco            | 46 pts                |
| 4e                    | Marta Cavalli         | Italie                | FDJ-Nouvelle Aquitaine-Futuroscope | 46 pts                |
| 5e                    | Elisa Longo Borghini  | Italie                | Trek-Segafredo                     | 39 pts                |
| 6e                    | Lotte Kopecky         | Belgique              | SD Worx                            | 36 pts                |
| 7e                    | Charlotte Kool        | Pays-Bas              | Team DSM                           | 34 pts                |
| 8e                    | Mavi García           | Espagne               | UAE Team ADQ                       | 32 pts                |
| 9e                    | Chiara Consonni       | Italie                | Valcar-Travel & Service            | 30 pts                |
| 10e                   | Rachele Barbieri      | Italie                | Liv Racing Xstra                   | 29 pts                |

| Classement par points | Classement par points | Classement par points | Classement par points              | Classement par points |
| Coureuse              | Coureuse              | Pays                  | Équipe                             | Points                |
| --------------------- | --------------------- | --------------------- | ---------------------------------- | --------------------- |
| 1re                   | Annemiek van Vleuten  | Pays-Bas              | Movistar Team                      | 60 pts                |
| 2e                    | Elisa Balsamo         | Italie                | Trek-Segafredo                     | 58 pts                |
| 3e                    | Kristen Faulkner      | États-Unis            | Team BikeExchange-Jayco            | 46 pts                |
| 4e                    | Marta Cavalli         | Italie                | FDJ-Nouvelle Aquitaine-Futuroscope | 46 pts                |
| 5e                    | Elisa Longo Borghini  | Italie                | Trek-Segafredo                     | 39 pts                |
| 6e                    | Lotte Kopecky         | Belgique              | SD Worx                            | 36 pts                |
| 7e                    | Charlotte Kool        | Pays-Bas              | Team DSM                           | 34 pts                |
| 8e                    | Mavi García           | Espagne               | UAE Team ADQ                       | 32 pts                |
| 9e                    | Chiara Consonni       | Italie                | Valcar-Travel & Service            | 30 pts                |
| 10e                   | Rachele Barbieri      | Italie                | Liv Racing Xstra                   | 29 pts                |

| Classement de la montagne | Classement de la montagne | Classement de la montagne | Classement de la montagne          | Classement de la montagne |
| Coureuse                  | Coureuse                  | Pays                      | Équipe                             | Points                    |
| ------------------------- | ------------------------- | ------------------------- | ---------------------------------- | ------------------------- |
| 1re                       | Kristen Faulkner          | États-Unis                | Team BikeExchange-Jayco            | 56 pts                    |
| 2e                        | Élise Chabbey             | Suisse                    | Canyon-SRAM Racing                 | 46 pts                    |
| 3e                        | Annemiek van Vleuten      | Pays-Bas                  | Movistar Team                      | 43 pts                    |
| 4e                        | Marta Cavalli             | Italie                    | FDJ-Nouvelle Aquitaine-Futuroscope | 33 pts                    |
| 5e                        | Mavi García               | Espagne                   | UAE Team ADQ                       | 30 pts                    |
| 6e                        | Gaia Realini              | Italie                    | Isolmant-Premac-Vittoria           | 29 pts                    |
| 7e                        | Elisa Longo Borghini      | Italie                    | Trek-Segafredo                     | 25 pts                    |
| 8e                        | Juliette Labous           | France                    | Team DSM                           | 15 pts                    |
| 9e                        | Évita Muzic               | France                    | FDJ-Nouvelle Aquitaine-Futuroscope | 15 pts                    |
| 10e                       | Cecilie Uttrup Ludwig     | Danemark                  | FDJ-Nouvelle Aquitaine-Futuroscope | 13 pts                    |

| Classement de la montagne | Classement de la montagne | Classement de la montagne | Classement de la montagne          | Classement de la montagne |
| Coureuse                  | Coureuse                  | Pays                      | Équipe                             | Points                    |
| ------------------------- | ------------------------- | ------------------------- | ---------------------------------- | ------------------------- |
| 1re                       | Kristen Faulkner          | États-Unis                | Team BikeExchange-Jayco            | 56 pts                    |
| 2e                        | Élise Chabbey             | Suisse                    | Canyon-SRAM Racing                 | 46 pts                    |
| 3e                        | Annemiek van Vleuten      | Pays-Bas                  | Movistar Team                      | 43 pts                    |
| 4e                        | Marta Cavalli             | Italie                    | FDJ-Nouvelle Aquitaine-Futuroscope | 33 pts                    |
| 5e                        | Mavi García               | Espagne                   | UAE Team ADQ                       | 30 pts                    |
| 6e                        | Gaia Realini              | Italie                    | Isolmant-Premac-Vittoria           | 29 pts                    |
| 7e                        | Elisa Longo Borghini      | Italie                    | Trek-Segafredo                     | 25 pts                    |
| 8e                        | Juliette Labous           | France                    | Team DSM                           | 15 pts                    |
| 9e                        | Évita Muzic               | France                    | FDJ-Nouvelle Aquitaine-Futuroscope | 15 pts                    |
| 10e                       | Cecilie Uttrup Ludwig     | Danemark                  | FDJ-Nouvelle Aquitaine-Futuroscope | 13 pts                    |

| Classement du meilleur jeune | Classement du meilleur jeune | Classement du meilleur jeune | Classement du meilleur jeune  | Classement du meilleur jeune |
| Coureuse                     | Coureuse                     | Pays                         | Équipe                        | Temps                        |
| ---------------------------- | ---------------------------- | ---------------------------- | ----------------------------- | ---------------------------- |
| 1re                          | Niamh Fisher-Black           | Nouvelle-Zélande             | SD Worx                       | 27 h 18 min 38 s             |
| 2e                           | Neve Bradbury                | Australie                    | Canyon-SRAM Racing            | + 6 min 17 s                 |
| 3e                           | Gaia Realini                 | Italie                       | Isolmant-Premac-Vittoria      | + 12 min 26 s                |
| 4e                           | Petra Stiasny                | Suisse                       | Roland Cogeas-Edelweiss Squad | + 33 min 05 s                |
| 5e                           | Magdeleine Vallieres         | Canada                       | EF Education-TIBCO-SVB        | + 1 h 05 min 02 s            |
| 6e                           | Alice Palazzi                | Italie                       | Top Girls Fassa Bortolo       | + 1 h 07 min 12 s            |
| 7e                           | Angela Oro                   | Italie                       | Team Mendelspeck              | + 1 h 10 min 32 s            |
| 8e                           | Cristina Tonetti             | Italie                       | Top Girls Fassa Bortolo       | + 1 h 10 min 34 s            |
| 9e                           | Blanka Vas                   | Hongrie                      | SD Worx                       | + 1 h 15 min 55 s            |
| 10e                          | Olivia Onesti                | France                       | Cofidis                       | + 1 h 19 min 35 s            |

| Classement du meilleur jeune | Classement du meilleur jeune | Classement du meilleur jeune | Classement du meilleur jeune  | Classement du meilleur jeune |
| Coureuse                     | Coureuse                     | Pays                         | Équipe                        | Temps                        |
| ---------------------------- | ---------------------------- | ---------------------------- | ----------------------------- | ---------------------------- |
| 1re                          | Niamh Fisher-Black           | Nouvelle-Zélande             | SD Worx                       | 27 h 18 min 38 s             |
| 2e                           | Neve Bradbury                | Australie                    | Canyon-SRAM Racing            | + 6 min 17 s                 |
| 3e                           | Gaia Realini                 | Italie                       | Isolmant-Premac-Vittoria      | + 12 min 26 s                |
| 4e                           | Petra Stiasny                | Suisse                       | Roland Cogeas-Edelweiss Squad | + 33 min 05 s                |
| 5e                           | Magdeleine Vallieres         | Canada                       | EF Education-TIBCO-SVB        | + 1 h 05 min 02 s            |
| 6e                           | Alice Palazzi                | Italie                       | Top Girls Fassa Bortolo       | + 1 h 07 min 12 s            |
| 7e                           | Angela Oro                   | Italie                       | Team Mendelspeck              | + 1 h 10 min 32 s            |
| 8e                           | Cristina Tonetti             | Italie                       | Top Girls Fassa Bortolo       | + 1 h 10 min 34 s            |
| 9e                           | Blanka Vas                   | Hongrie                      | SD Worx                       | + 1 h 15 min 55 s            |
| 10e                          | Olivia Onesti                | France                       | Cofidis                       | + 1 h 19 min 35 s            |

## Évolution des classements
| Étape              | Vainqueur            | Classement général   | Classement par points | Classement de la montagne | Classement de la meilleure jeune | Classement de la meilleure italienne | Classement par équipes             |
| ------------------ | -------------------- | -------------------- | --------------------- | ------------------------- | -------------------------------- | ------------------------------------ | ---------------------------------- |
| 1                  | Kristen Faulkner     | Kristen Faulkner     | Kristen Faulkner      | Elisa Balsamo             | Blanka Vas                       | Elisa Balsamo                        | Trek-Segafredo                     |
| 2                  | Elisa Balsamo        | Elisa Balsamo        | Elisa Balsamo         | Franziska Brauße          | Marta Jaskulska                  | Elisa Balsamo                        | Trek-Segafredo                     |
| 3                  | Marianne Vos         | Elisa Balsamo        | Elisa Balsamo         | Franziska Brauße          | Franziska Koch                   | Elisa Balsamo                        | Trek-Segafredo                     |
| 4                  | Annemiek van Vleuten | Annemiek van Vleuten | Elisa Balsamo         | Mavi García               | Niamh Fisher-Black               | Marta Cavalli                        | FDJ-Nouvelle Aquitaine-Futuroscope |
| 5                  | Elisa Balsamo        | Annemiek van Vleuten | Elisa Balsamo         | Mavi García               | Niamh Fisher-Black               | Marta Cavalli                        | FDJ-Nouvelle Aquitaine-Futuroscope |
| 6                  | Marianne Vos         | Annemiek van Vleuten | Marianne Vos          | Elise Chabbey             | Niamh Fisher-Black               | Marta Cavalli                        | FDJ-Nouvelle Aquitaine-Futuroscope |
| 7                  | Juliette Labous      | Annemiek van Vleuten | Elisa Balsamo         | Elise Chabbey             | Niamh Fisher-Black               | Marta Cavalli                        | FDJ-Nouvelle Aquitaine-Futuroscope |
| 8                  | Annemiek van Vleuten | Annemiek van Vleuten | Annemiek van Vleuten  | Elise Chabbey             | Niamh Fisher-Black               | Marta Cavalli                        | FDJ-Nouvelle Aquitaine-Futuroscope |
| 9                  | Kristen Faulkner     | Annemiek van Vleuten | Annemiek van Vleuten  | Kristen Faulkner          | Niamh Fisher-Black               | Marta Cavalli                        | FDJ-Nouvelle Aquitaine-Futuroscope |
| 10                 | Chiara Consonni      | Annemiek van Vleuten | Annemiek van Vleuten  | Kristen Faulkner          | Niamh Fisher-Black               | Marta Cavalli                        | FDJ-Nouvelle Aquitaine-Futuroscope |
| Classements finals | Classements finals   | Annemiek van Vleuten | Annemiek van Vleuten  | Kristen Faulkner          | Niamh Fisher-Black               | Marta Cavalli                        | FDJ-Nouvelle Aquitaine-Futuroscope |

## Liste des participantes
| Légende                             | Légende                                                                                              | Légende                                | Légende |
| ----------------------------------- | --- | -------------------------------------- | --- |
| Num                                 | Dossard de départ porté par la coureuse sur ce Tour d'Italie féminin                                 | Pos                                    | Position finale au classement général                                                                         |
| Leader du classement général        | Indique la vainqueur du classement général                                                           | Leader du classement des sprints       | Indique la vainqueur du classement par points                                                                 |
| Leader du classement de la montagne | Indique la vainqueur du classement de la montagne                                                    | Leader du classement du meilleur jeune | Indique la vainqueur du classement de la meilleure jeune                                                      |
|                                     | Indique un maillot de champion national ou mondial, suivi de sa spécialité                           | Leader du classement par points        | Indique la vainqueur du classement de la meilleure italienne                                                  |
| #                                   | Indique la meilleure équipe                                                                          | NP                                     | Indique une coureuse qui n'a pas pris le départ d'une étape, suivi du numéro de l'étape où elle s'est retirée |
| AB                                  | Indique une coureuse qui n'a pas terminé une étape, suivi du numéro de l'étape où elle s'est retirée | HD                                     | Indique une coureuse qui a terminé une étape hors des délais, suivi du numéro de l'étape                      |
| *                                   | Indique une coureuse en lice pour le classement de la meilleure jeune (coureuses nées après le )     |                                        | |

| SD Worx SDW | SD Worx SDW                               | SD Worx SDW |
| ----------- | ----------------------------------------- | ----------- |
| Num         | Coureuse                                  | Pos         |
| 1           | Elena Cecchini (ITA)                      | 41e         |
| 2           | Lonneke Uneken (NED)                      | NP-3        |
| 3           | Niamh Fisher-Black (NZL)                  | 5e          |
| 4           | Christine Majerus (LUX) (route et chrono) | NP-7        |
| 5           | Blanka Vas (HUN) (route et chrono)        | 51e         |
| 6           | Lotte Kopecky (BEL) (chrono)              | 42e         |

| Aromitalia-Basso Bikes-Vaiano VAI | Aromitalia-Basso Bikes-Vaiano VAI | Aromitalia-Basso Bikes-Vaiano VAI |
| --------------------------------- | --------------------------------- | --------------------------------- |
| Num                               | Coureuse                          | Pos                               |
| 11                                | Rasa Leleivytė (LTU) (route)      | 25e                               |
| 12                                | Francesca Baroni (ITA)            | 100e                              |
| 13                                | Inga Čilvinaitė (LTU) (chrono)    | 72e                               |
| 14                                | Giulia Marchesini (ITA)           | 62e                               |
| 15                                | Sofia Collinelli (ITA)            | AB-8                              |
| 16                                | Gemma Sernissi (ITA)              | 80e                               |

| Bepink BPK | Bepink BPK               | Bepink BPK |
| ---------- | ------------------------ | ---------- |
| Num        | Coureuse                 | Pos        |
| 21         | Silvia Zanardi (ITA)     | NP-7       |
| 22         | Giorgia Vettorello (ITA) | 75e        |
| 23         | Nadia Quagliotto (ITA)   | 56e        |
| 24         | Letizia Brufani (ITA)    | 89e        |
| 25         | Marketa Hajkova (CZE)    | 65e        |
| 26         | Matilde Vitillo (ITA)    | NP-7       |

| Bizkaia-Durango BDU | Bizkaia-Durango BDU          | Bizkaia-Durango BDU |
| ------------------- | ---------------------------- | ------------------- |
| Num                 | Coureuse                     | Pos                 |
| 31                  | Alba Teruel (ESP)            | 111e                |
| 32                  | Lucía González (ESP)         | 55e                 |
| 33                  | Eukene Larrarte (ESP)        | 97e                 |
| 34                  | Catalina Soto (CHI) (chrono) | 76e                 |
| 35                  | Aileen Schweikart (GER)      | 18e                 |
| 36                  | Sofía Rodríguez (ESP)        | 103e                |

| Canyon-SRAM Racing CSR | Canyon-SRAM Racing CSR | Canyon-SRAM Racing CSR |
| ---------------------- | ---------------------- | ---------------------- |
| Num                    | Coureuse               | Pos                    |
| 41                     | Sarah Roy (AUS)        | 71e                    |
| 42                     | Neve Bradbury (AUS)    | 10e                    |
| 43                     | Soraya Paladin (ITA)   | 36e                    |
| 44                     | Élise Chabbey (SUI)    | 12e                    |
| 45                     | Mikayla Harvey (NZL)   | 20e                    |
| 46                     | Alena Amialiusik (BLR) | 21e                    |

| Ceratizit-WNT Pro Cycling WNT | Ceratizit-WNT Pro Cycling WNT | Ceratizit-WNT Pro Cycling WNT |
| ----------------------------- | ----------------------------- | ----------------------------- |
| Num                           | Coureuse                      | Pos                           |
| 51                            | Martina Fidanza (ITA)         | 93e                           |
| 52                            | Lara Vieceli (ITA)            | 95e                           |
| 53                            | Franziska Brauße (GER)        | AB-6                          |
| 54                            | Marta Lach (POL)              | 34e                           |
| 55                            | Hanna Nilsson (SWE)           | 19e                           |
| 56                            | Lea Lin Teutenberg (GER)      | 73e                           |

| Cofidis COF | Cofidis COF            | Cofidis COF |
| ----------- | ---------------------- | ----------- |
| Num         | Coureuse               | Pos         |
| 61          | Clara Koppenburg (GER) | AB-8        |
| 62          | Victoire Berteau (FRA) | 68e         |
| 63          | Martina Alzini (ITA)   | 48e         |
| 64          | Olivia Onesti (FRA)    | 57e         |
| 65          | Rachel Neylan (AUS)    | NP-1        |
| 66          | Sandra Levenez (FRA)   | 58e         |

| Colombia Tierra de Atletas CTF | Colombia Tierra de Atletas CTF  | Colombia Tierra de Atletas CTF |
| ------------------------------ | ------------------------------- | ------------------------------ |
| Num                            | Coureuse                        | Pos                            |
| 71                             | Elizabeth Castaño (COL)         | AB-6                           |
| 72                             | Lorena Colmenares (COL)         | NP-5                           |
| 73                             | Jennifer Ducuara (COL)          | 52e                            |
| 74                             | Marcela Hernández (COL) (route) | AB-10                          |
| 75                             | Estefanía Herrera (COL)         | 107e                           |
| 76                             | Jessenia Meneses (COL)          | 92e                            |

| EF Education-TIBCO-SVB TIB | EF Education-TIBCO-SVB TIB    | EF Education-TIBCO-SVB TIB |
| -------------------------- | ----------------------------- | -------------------------- |
| Num                        | Coureuse                      | Pos                        |
| 81                         | Kristabel Doebel-Hickok (USA) | 15e                        |
| 82                         | Letizia Borghesi (ITA)        | 81e                        |
| 83                         | Magdeleine Vallieres (CAN)    | 38e                        |
| 84                         | Kathrin Hammes (GER)          | 29e                        |
| 85                         | Abi Smith (GBR)               | 91e                        |
| 86                         | Sara Poidevin (CAN)           | 85e                        |

| FDJ-Nouvelle Aquitaine-Futuroscope FSF | FDJ-Nouvelle Aquitaine-Futuroscope FSF | FDJ-Nouvelle Aquitaine-Futuroscope FSF |
| -------------------------------------- | -------------------------------------- | -------------------------------------- |
| Num                                    | Coureuse                               | Pos                                    |
| 91                                     | Marta Cavalli (ITA)                    | 2e                                     |
| 92                                     | Brodie Chapman (AUS)                   | 28e                                    |
| 93                                     | Clara Copponi (FRA)                    | 105e                                   |
| 94                                     | Emilia Fahlin (SWE)                    | 88e                                    |
| 95                                     | Cecilie Uttrup Ludwig (DEN) (route)    | 6e                                     |
| 96                                     | Évita Muzic (FRA)                      | 14e                                    |

| Isolmant-Premac-Vittoria SBT | Isolmant-Premac-Vittoria SBT | Isolmant-Premac-Vittoria SBT |
| ---------------------------- | ---------------------------- | ---------------------------- |
| Num                          | Coureuse                     | Pos                          |
| 101                          | Gaia Realini (ITA)           | 13e                          |
| 102                          | Alice Gasparini (ITA)        | 84e                          |
| 103                          | Noemi Lucrezia Eremita (ITA) | 112e                         |
| 104                          | Asia Zontone (ITA)           | AB-4                         |
| 105                          | Emanuela Zanetti (ITA)       | 113e                         |
| 106                          | Beatrice Rossato (ITA)       | 35e                          |

| Liv Racing Xstra LIV | Liv Racing Xstra LIV           | Liv Racing Xstra LIV |
| -------------------- | ------------------------------ | -------------------- |
| Num                  | Coureuse                       | Pos                  |
| 111                  | Rachele Barbieri (ITA)         | 39e                  |
| 112                  | Marta Jaskulska (POL)          | 77e                  |
| 113                  | Thalita de Jong (NED)          | 32e                  |
| 114                  | Katia Ragusa (ITA)             | 50e                  |
| 115                  | Quinty Ton (NED)               | AB-8                 |
| 116                  | Tereza Neumanová (CZE) (route) | NP-8                 |

| Movistar Team MOV | Movistar Team MOV                   | Movistar Team MOV |
| ----------------- | ----------------------------------- | ----------------- |
| Num               | Coureuse                            | Pos               |
| 121               | Emma Norsgaard Bjerg (DEN) (chrono) | 99e               |
| 122               | Aude Biannic (FRA)                  | 106e              |
| 123               | Jelena Erić (SRB) (route)           | 43e               |
| 124               | Paula Patiño (COL)                  | 26e               |
| 125               | Arlenis Sierra (CUB)                | NP-7              |
| 126               | Annemiek van Vleuten (NED)          | 1re               |

| Roland Cogeas-Edelweiss Squad CGS | Roland Cogeas-Edelweiss Squad CGS | Roland Cogeas-Edelweiss Squad CGS |
| --------------------------------- | --------------------------------- | --------------------------------- |
| Num                               | Coureuse                          | Pos                               |
| 131                               | Caroline Baur (SUI) (route)       | 66e                               |
| 132                               | Rotem Gafinovitz (ISR)            | 74e                               |
| 133                               | Aline Seitz (SUI)                 | 101e                              |
| 134                               | Petra Stiasny (SUI)               | 22e                               |
| 135                               | Anna Gabrielle Traxler (CAN)      | 45e                               |
| 136                               | Olga Zabelinskaïa (UZB)           | AB-6                              |

| Servetto-Makhymo-Beltrami TSA SER | Servetto-Makhymo-Beltrami TSA SER | Servetto-Makhymo-Beltrami TSA SER |
| --------------------------------- | --------------------------------- | --------------------------------- |
| Num                               | Coureuse                          | Pos                               |
| 141                               | Milagro Mena (CRC)                | 87e                               |
| 142                               | Anna Potokina (RUS)               | NP-2                              |
| 143                               | Sofia Barbieri (ITA)              | 110e                              |
| 144                               | Isotta Barbieri (ITA)             | AB-2                              |
| 145                               | Maryna Ivaniuk (UKR)              | AB-6                              |
| 146                               | Viktoriia Melnychuk (UKR)         | AB-3                              |

| Team BikeExchange-Jayco BEX | Team BikeExchange-Jayco BEX     | Team BikeExchange-Jayco BEX |
| --------------------------- | ------------------------------- | --------------------------- |
| Num                         | Coureuse                        | Pos                         |
| 151                         | Amanda Spratt (AUS)             | NP-8                        |
| 152                         | Georgia Williams (NZL) (chrono) | 33e                         |
| 153                         | Kristen Faulkner (USA)          | 11e                         |
| 154                         | Georgia Baker (AUS)             | NP-8                        |
| 155                         | Nina Kessler (NED)              | 69e                         |
| 156                         | Teniel Campbell (TTO)           | 83e                         |

| Team DSM DSM | Team DSM DSM           | Team DSM DSM |
| ------------ | ---------------------- | ------------ |
| Num          | Coureuse               | Pos          |
| 161          | Megan Jastrab (USA)    | 86e          |
| 162          | Leah Kirchmann (CAN)   | 90e          |
| 163          | Franziska Koch (GER)   | 82e          |
| 164          | Charlotte Kool (NED)   | 104e         |
| 165          | Juliette Labous (FRA)  | 9e           |
| 166          | Floortje Mackaij (NED) | NP-1         |

| Team Jumbo-Visma TJV | Team Jumbo-Visma TJV          | Team Jumbo-Visma TJV |
| -------------------- | ----------------------------- | -------------------- |
| Num                  | Coureuse                      | Pos                  |
| 171                  | Amber Kraak (NED)             | 53e                  |
| 172                  | Marianne Vos (NED)            | NP-7                 |
| 173                  | Anouska Koster (NED)          | 16e                  |
| 174                  | Riejanne Markus (NED) (route) | NP-6                 |
| 175                  | Karlijn Swinkels (NED)        | 79e                  |
| 176                  | Romy Kasper (GER)             | 37e                  |

| Team Mendelspeck MDS | Team Mendelspeck MDS     | Team Mendelspeck MDS |
| -------------------- | ------------------------ | -------------------- |
| Num                  | Coureuse                 | Pos                  |
| 181                  | Eva Maria Gatscher (ITA) | 31e                  |
| 182                  | Vania Canvelli (ITA)     | 64e                  |
| 183                  | Francesca Pisciali (ITA) | 102e                 |
| 184                  | Angela Oro (ITA)         | 46e                  |
| 185                  | Alessia Missiaggia (ITA) | 109e                 |
| 186                  | Beatrice Pozzobon (ITA)  | 108e                 |

| Top Girls Fassa Bortolo TOP | Top Girls Fassa Bortolo TOP | Top Girls Fassa Bortolo TOP |
| --------------------------- | --------------------------- | --------------------------- |
| Num                         | Coureuse                    | Pos                         |
| 191                         | Giorgia Bariani (ITA)       | 60e                         |
| 192                         | Greta Marturano (ITA)       | 23e                         |
| 193                         | Iris Monticolo (ITA)        | 78e                         |
| 194                         | Alice Palazzi (ITA)         | 44e                         |
| 195                         | Cristina Tonetti (ITA)      | 47e                         |
| 196                         | Alessia Vigilia (ITA)       | 27e                         |

| Trek-Segafredo TFS | Trek-Segafredo TFS                  | Trek-Segafredo TFS |
| ------------------ | ----------------------------------- | ------------------ |
| Num                | Coureuse                            | Pos                |
| 201                | Elisa Balsamo (ITA) (route)         | 49e                |
| 202                | Lucinda Brand (NED)                 | 17e                |
| 203                | Amalie Dideriksen (DEN)             | 94e                |
| 204                | Lauretta Hanson (AUS)               | 98e                |
| 205                | Elisa Longo Borghini (ITA) (chrono) | 4e                 |
| 206                | Leah Thomas (USA)                   | 24e                |

| UAE Team ADQ UAD | UAE Team ADQ UAD                    | UAE Team ADQ UAD |
| ---------------- | ----------------------------------- | ---------------- |
| Num              | Coureuse                            | Pos              |
| 211              | Mavi García (ESP) (route et chrono) | 3e               |
| 212              | Erica Magnaldi (ITA)                | 8e               |
| 213              | Laura Tomasi (ITA)                  | NP-1             |
| 214              | Marta Bastianelli (ITA)             | 40e              |
| 215              | Sofia Bertizzolo (ITA)              | 61e              |
| 216              | Anna Trevisi (ITA)                  | 63e              |

| Uno-X Pro Cycling Team UXT | Uno-X Pro Cycling Team UXT | Uno-X Pro Cycling Team UXT |
| -------------------------- | -------------------------- | -------------------------- |
| Num                        | Coureuse                   | Pos                        |
| 221                        | Wilma Olausson (SWE)       | AB-4                       |
| 222                        | Hannah Barnes (GBR)        | 96e                        |
| 223                        | Marte Berg Edseth (NOR)    | AB-8                       |
| 224                        | Hannah Ludwig (GER)        | NP-2                       |
| 225                        | Amalie Lutro (NOR)         | 67e                        |
| 226                        | Julie Leth (DEN)           | AB-9                       |

| Valcar-Travel & Service VAL | Valcar-Travel & Service VAL       | Valcar-Travel & Service VAL |
| --------------------------- | --------------------------------- | --------------------------- |
| Num                         | Coureuse                          | Pos                         |
| 231                         | Olivia Baril (CAN)                | AB-3                        |
| 232                         | Alice Maria Arzuffi (ITA)         | 30e                         |
| 233                         | Silvia Persico (ITA)              | 7e                          |
| 234                         | Chiara Consonni (ITA)             | 59e                         |
| 235                         | Karolina Kumięga (POL)            | 54e                         |
| 236                         | Anastasia Carbonari (LAT) (route) | 70e                         |

| SD Worx SDW | SD Worx SDW                               | SD Worx SDW |
| ----------- | ----------------------------------------- | ----------- |
| Num         | Coureuse                                  | Pos         |
| 1           | Elena Cecchini (ITA)                      | 41e         |
| 2           | Lonneke Uneken (NED)                      | NP-3        |
| 3           | Niamh Fisher-Black (NZL)                  | 5e          |
| 4           | Christine Majerus (LUX) (route et chrono) | NP-7        |
| 5           | Blanka Vas (HUN) (route et chrono)        | 51e         |
| 6           | Lotte Kopecky (BEL) (chrono)              | 42e         |

| Aromitalia-Basso Bikes-Vaiano VAI | Aromitalia-Basso Bikes-Vaiano VAI | Aromitalia-Basso Bikes-Vaiano VAI |
| --------------------------------- | --------------------------------- | --------------------------------- |
| Num                               | Coureuse                          | Pos                               |
| 11                                | Rasa Leleivytė (LTU) (route)      | 25e                               |
| 12                                | Francesca Baroni (ITA)            | 100e                              |
| 13                                | Inga Čilvinaitė (LTU) (chrono)    | 72e                               |
| 14                                | Giulia Marchesini (ITA)           | 62e                               |
| 15                                | Sofia Collinelli (ITA)            | AB-8                              |
| 16                                | Gemma Sernissi (ITA)              | 80e                               |

| Bepink BPK | Bepink BPK               | Bepink BPK |
| ---------- | ------------------------ | ---------- |
| Num        | Coureuse                 | Pos        |
| 21         | Silvia Zanardi (ITA)     | NP-7       |
| 22         | Giorgia Vettorello (ITA) | 75e        |
| 23         | Nadia Quagliotto (ITA)   | 56e        |
| 24         | Letizia Brufani (ITA)    | 89e        |
| 25         | Marketa Hajkova (CZE)    | 65e        |
| 26         | Matilde Vitillo (ITA)    | NP-7       |

| Bizkaia-Durango BDU | Bizkaia-Durango BDU          | Bizkaia-Durango BDU |
| ------------------- | ---------------------------- | ------------------- |
| Num                 | Coureuse                     | Pos                 |
| 31                  | Alba Teruel (ESP)            | 111e                |
| 32                  | Lucía González (ESP)         | 55e                 |
| 33                  | Eukene Larrarte (ESP)        | 97e                 |
| 34                  | Catalina Soto (CHI) (chrono) | 76e                 |
| 35                  | Aileen Schweikart (GER)      | 18e                 |
| 36                  | Sofía Rodríguez (ESP)        | 103e                |

| Canyon-SRAM Racing CSR | Canyon-SRAM Racing CSR | Canyon-SRAM Racing CSR |
| ---------------------- | ---------------------- | ---------------------- |
| Num                    | Coureuse               | Pos                    |
| 41                     | Sarah Roy (AUS)        | 71e                    |
| 42                     | Neve Bradbury (AUS)    | 10e                    |
| 43                     | Soraya Paladin (ITA)   | 36e                    |
| 44                     | Élise Chabbey (SUI)    | 12e                    |
| 45                     | Mikayla Harvey (NZL)   | 20e                    |
| 46                     | Alena Amialiusik (BLR) | 21e                    |

| Ceratizit-WNT Pro Cycling WNT | Ceratizit-WNT Pro Cycling WNT | Ceratizit-WNT Pro Cycling WNT |
| ----------------------------- | ----------------------------- | ----------------------------- |
| Num                           | Coureuse                      | Pos                           |
| 51                            | Martina Fidanza (ITA)         | 93e                           |
| 52                            | Lara Vieceli (ITA)            | 95e                           |
| 53                            | Franziska Brauße (GER)        | AB-6                          |
| 54                            | Marta Lach (POL)              | 34e                           |
| 55                            | Hanna Nilsson (SWE)           | 19e                           |
| 56                            | Lea Lin Teutenberg (GER)      | 73e                           |

| Cofidis COF | Cofidis COF            | Cofidis COF |
| ----------- | ---------------------- | ----------- |
| Num         | Coureuse               | Pos         |
| 61          | Clara Koppenburg (GER) | AB-8        |
| 62          | Victoire Berteau (FRA) | 68e         |
| 63          | Martina Alzini (ITA)   | 48e         |
| 64          | Olivia Onesti (FRA)    | 57e         |
| 65          | Rachel Neylan (AUS)    | NP-1        |
| 66          | Sandra Levenez (FRA)   | 58e         |

| Colombia Tierra de Atletas CTF | Colombia Tierra de Atletas CTF  | Colombia Tierra de Atletas CTF |
| ------------------------------ | ------------------------------- | ------------------------------ |
| Num                            | Coureuse                        | Pos                            |
| 71                             | Elizabeth Castaño (COL)         | AB-6                           |
| 72                             | Lorena Colmenares (COL)         | NP-5                           |
| 73                             | Jennifer Ducuara (COL)          | 52e                            |
| 74                             | Marcela Hernández (COL) (route) | AB-10                          |
| 75                             | Estefanía Herrera (COL)         | 107e                           |
| 76                             | Jessenia Meneses (COL)          | 92e                            |

| EF Education-TIBCO-SVB TIB | EF Education-TIBCO-SVB TIB    | EF Education-TIBCO-SVB TIB |
| -------------------------- | ----------------------------- | -------------------------- |
| Num                        | Coureuse                      | Pos                        |
| 81                         | Kristabel Doebel-Hickok (USA) | 15e                        |
| 82                         | Letizia Borghesi (ITA)        | 81e                        |
| 83                         | Magdeleine Vallieres (CAN)    | 38e                        |
| 84                         | Kathrin Hammes (GER)          | 29e                        |
| 85                         | Abi Smith (GBR)               | 91e                        |
| 86                         | Sara Poidevin (CAN)           | 85e                        |

| FDJ-Nouvelle Aquitaine-Futuroscope FSF | FDJ-Nouvelle Aquitaine-Futuroscope FSF | FDJ-Nouvelle Aquitaine-Futuroscope FSF |
| -------------------------------------- | -------------------------------------- | -------------------------------------- |
| Num                                    | Coureuse                               | Pos                                    |
| 91                                     | Marta Cavalli (ITA)                    | 2e                                     |
| 92                                     | Brodie Chapman (AUS)                   | 28e                                    |
| 93                                     | Clara Copponi (FRA)                    | 105e                                   |
| 94                                     | Emilia Fahlin (SWE)                    | 88e                                    |
| 95                                     | Cecilie Uttrup Ludwig (DEN) (route)    | 6e                                     |
| 96                                     | Évita Muzic (FRA)                      | 14e                                    |

| Isolmant-Premac-Vittoria SBT | Isolmant-Premac-Vittoria SBT | Isolmant-Premac-Vittoria SBT |
| ---------------------------- | ---------------------------- | ---------------------------- |
| Num                          | Coureuse                     | Pos                          |
| 101                          | Gaia Realini (ITA)           | 13e                          |
| 102                          | Alice Gasparini (ITA)        | 84e                          |
| 103                          | Noemi Lucrezia Eremita (ITA) | 112e                         |
| 104                          | Asia Zontone (ITA)           | AB-4                         |
| 105                          | Emanuela Zanetti (ITA)       | 113e                         |
| 106                          | Beatrice Rossato (ITA)       | 35e                          |

| Liv Racing Xstra LIV | Liv Racing Xstra LIV           | Liv Racing Xstra LIV |
| -------------------- | ------------------------------ | -------------------- |
| Num                  | Coureuse                       | Pos                  |
| 111                  | Rachele Barbieri (ITA)         | 39e                  |
| 112                  | Marta Jaskulska (POL)          | 77e                  |
| 113                  | Thalita de Jong (NED)          | 32e                  |
| 114                  | Katia Ragusa (ITA)             | 50e                  |
| 115                  | Quinty Ton (NED)               | AB-8                 |
| 116                  | Tereza Neumanová (CZE) (route) | NP-8                 |

| Movistar Team MOV | Movistar Team MOV                   | Movistar Team MOV |
| ----------------- | ----------------------------------- | ----------------- |
| Num               | Coureuse                            | Pos               |
| 121               | Emma Norsgaard Bjerg (DEN) (chrono) | 99e               |
| 122               | Aude Biannic (FRA)                  | 106e              |
| 123               | Jelena Erić (SRB) (route)           | 43e               |
| 124               | Paula Patiño (COL)                  | 26e               |
| 125               | Arlenis Sierra (CUB)                | NP-7              |
| 126               | Annemiek van Vleuten (NED)          | 1re               |

| Roland Cogeas-Edelweiss Squad CGS | Roland Cogeas-Edelweiss Squad CGS | Roland Cogeas-Edelweiss Squad CGS |
| --------------------------------- | --------------------------------- | --------------------------------- |
| Num                               | Coureuse                          | Pos                               |
| 131                               | Caroline Baur (SUI) (route)       | 66e                               |
| 132                               | Rotem Gafinovitz (ISR)            | 74e                               |
| 133                               | Aline Seitz (SUI)                 | 101e                              |
| 134                               | Petra Stiasny (SUI)               | 22e                               |
| 135                               | Anna Gabrielle Traxler (CAN)      | 45e                               |
| 136                               | Olga Zabelinskaïa (UZB)           | AB-6                              |

| Servetto-Makhymo-Beltrami TSA SER | Servetto-Makhymo-Beltrami TSA SER | Servetto-Makhymo-Beltrami TSA SER |
| --------------------------------- | --------------------------------- | --------------------------------- |
| Num                               | Coureuse                          | Pos                               |
| 141                               | Milagro Mena (CRC)                | 87e                               |
| 142                               | Anna Potokina (RUS)               | NP-2                              |
| 143                               | Sofia Barbieri (ITA)              | 110e                              |
| 144                               | Isotta Barbieri (ITA)             | AB-2                              |
| 145                               | Maryna Ivaniuk (UKR)              | AB-6                              |
| 146                               | Viktoriia Melnychuk (UKR)         | AB-3                              |

| Team BikeExchange-Jayco BEX | Team BikeExchange-Jayco BEX     | Team BikeExchange-Jayco BEX |
| --------------------------- | ------------------------------- | --------------------------- |
| Num                         | Coureuse                        | Pos                         |
| 151                         | Amanda Spratt (AUS)             | NP-8                        |
| 152                         | Georgia Williams (NZL) (chrono) | 33e                         |
| 153                         | Kristen Faulkner (USA)          | 11e                         |
| 154                         | Georgia Baker (AUS)             | NP-8                        |
| 155                         | Nina Kessler (NED)              | 69e                         |
| 156                         | Teniel Campbell (TTO)           | 83e                         |

| Team DSM DSM | Team DSM DSM           | Team DSM DSM |
| ------------ | ---------------------- | ------------ |
| Num          | Coureuse               | Pos          |
| 161          | Megan Jastrab (USA)    | 86e          |
| 162          | Leah Kirchmann (CAN)   | 90e          |
| 163          | Franziska Koch (GER)   | 82e          |
| 164          | Charlotte Kool (NED)   | 104e         |
| 165          | Juliette Labous (FRA)  | 9e           |
| 166          | Floortje Mackaij (NED) | NP-1         |

| Team Jumbo-Visma TJV | Team Jumbo-Visma TJV          | Team Jumbo-Visma TJV |
| -------------------- | ----------------------------- | -------------------- |
| Num                  | Coureuse                      | Pos                  |
| 171                  | Amber Kraak (NED)             | 53e                  |
| 172                  | Marianne Vos (NED)            | NP-7                 |
| 173                  | Anouska Koster (NED)          | 16e                  |
| 174                  | Riejanne Markus (NED) (route) | NP-6                 |
| 175                  | Karlijn Swinkels (NED)        | 79e                  |
| 176                  | Romy Kasper (GER)             | 37e                  |

| Team Mendelspeck MDS | Team Mendelspeck MDS     | Team Mendelspeck MDS |
| -------------------- | ------------------------ | -------------------- |
| Num                  | Coureuse                 | Pos                  |
| 181                  | Eva Maria Gatscher (ITA) | 31e                  |
| 182                  | Vania Canvelli (ITA)     | 64e                  |
| 183                  | Francesca Pisciali (ITA) | 102e                 |
| 184                  | Angela Oro (ITA)         | 46e                  |
| 185                  | Alessia Missiaggia (ITA) | 109e                 |
| 186                  | Beatrice Pozzobon (ITA)  | 108e                 |

| Top Girls Fassa Bortolo TOP | Top Girls Fassa Bortolo TOP | Top Girls Fassa Bortolo TOP |
| --------------------------- | --------------------------- | --------------------------- |
| Num                         | Coureuse                    | Pos                         |
| 191                         | Giorgia Bariani (ITA)       | 60e                         |
| 192                         | Greta Marturano (ITA)       | 23e                         |
| 193                         | Iris Monticolo (ITA)        | 78e                         |
| 194                         | Alice Palazzi (ITA)         | 44e                         |
| 195                         | Cristina Tonetti (ITA)      | 47e                         |
| 196                         | Alessia Vigilia (ITA)       | 27e                         |

| Trek-Segafredo TFS | Trek-Segafredo TFS                  | Trek-Segafredo TFS |
| ------------------ | ----------------------------------- | ------------------ |
| Num                | Coureuse                            | Pos                |
| 201                | Elisa Balsamo (ITA) (route)         | 49e                |
| 202                | Lucinda Brand (NED)                 | 17e                |
| 203                | Amalie Dideriksen (DEN)             | 94e                |
| 204                | Lauretta Hanson (AUS)               | 98e                |
| 205                | Elisa Longo Borghini (ITA) (chrono) | 4e                 |
| 206                | Leah Thomas (USA)                   | 24e                |

| UAE Team ADQ UAD | UAE Team ADQ UAD                    | UAE Team ADQ UAD |
| ---------------- | ----------------------------------- | ---------------- |
| Num              | Coureuse                            | Pos              |
| 211              | Mavi García (ESP) (route et chrono) | 3e               |
| 212              | Erica Magnaldi (ITA)                | 8e               |
| 213              | Laura Tomasi (ITA)                  | NP-1             |
| 214              | Marta Bastianelli (ITA)             | 40e              |
| 215              | Sofia Bertizzolo (ITA)              | 61e              |
| 216              | Anna Trevisi (ITA)                  | 63e              |

| Uno-X Pro Cycling Team UXT | Uno-X Pro Cycling Team UXT | Uno-X Pro Cycling Team UXT |
| -------------------------- | -------------------------- | -------------------------- |
| Num                        | Coureuse                   | Pos                        |
| 221                        | Wilma Olausson (SWE)       | AB-4                       |
| 222                        | Hannah Barnes (GBR)        | 96e                        |
| 223                        | Marte Berg Edseth (NOR)    | AB-8                       |
| 224                        | Hannah Ludwig (GER)        | NP-2                       |
| 225                        | Amalie Lutro (NOR)         | 67e                        |
| 226                        | Julie Leth (DEN)           | AB-9                       |

| Valcar-Travel & Service VAL | Valcar-Travel & Service VAL       | Valcar-Travel & Service VAL |
| --------------------------- | --------------------------------- | --------------------------- |
| Num                         | Coureuse                          | Pos                         |
| 231                         | Olivia Baril (CAN)                | AB-3                        |
| 232                         | Alice Maria Arzuffi (ITA)         | 30e                         |
| 233                         | Silvia Persico (ITA)              | 7e                          |
| 234                         | Chiara Consonni (ITA)             | 59e                         |
| 235                         | Karolina Kumięga (POL)            | 54e                         |
| 236                         | Anastasia Carbonari (LAT) (route) | 70e                         |

## Organisation et règlement de la course

### Comité d'organisation
Starlight SSDARL organise la course. Roberto Ruini devient manager général de la course. Angelo Salvatore Letizia et Agildo Mascitti sont les directeurs de l'organisation.

### Incidents de course
Le règlement de la course permet à une coureuse victime d'un accident de course dans les trois derniers kilomètres d'une étape et qui se verrait retardée pour cette raison de ne pas perdre de temps au classement général. La règle ne s'applique pas aux étapes : 7 et 9.

### Délais
Lors d'une course cycliste, les coureuses sont tenus d'arriver dans un laps de temps imparti déterminé à partir du temps de la première pour pouvoir être classées. Ces délais sont variables selon la difficulté d'une étape, une étape plus difficile bénéficiant d'un pourcentage de délais plus important. Lors de cette édition du Tour d'Italie féminin, les délais prévus sont de 50 % sur la 1re étape, de 30 % sur les 8e et 9e étapes, de 25 % sur la 4e et 6e, de 15 % sur les autres étapes.

### Classements et bonifications

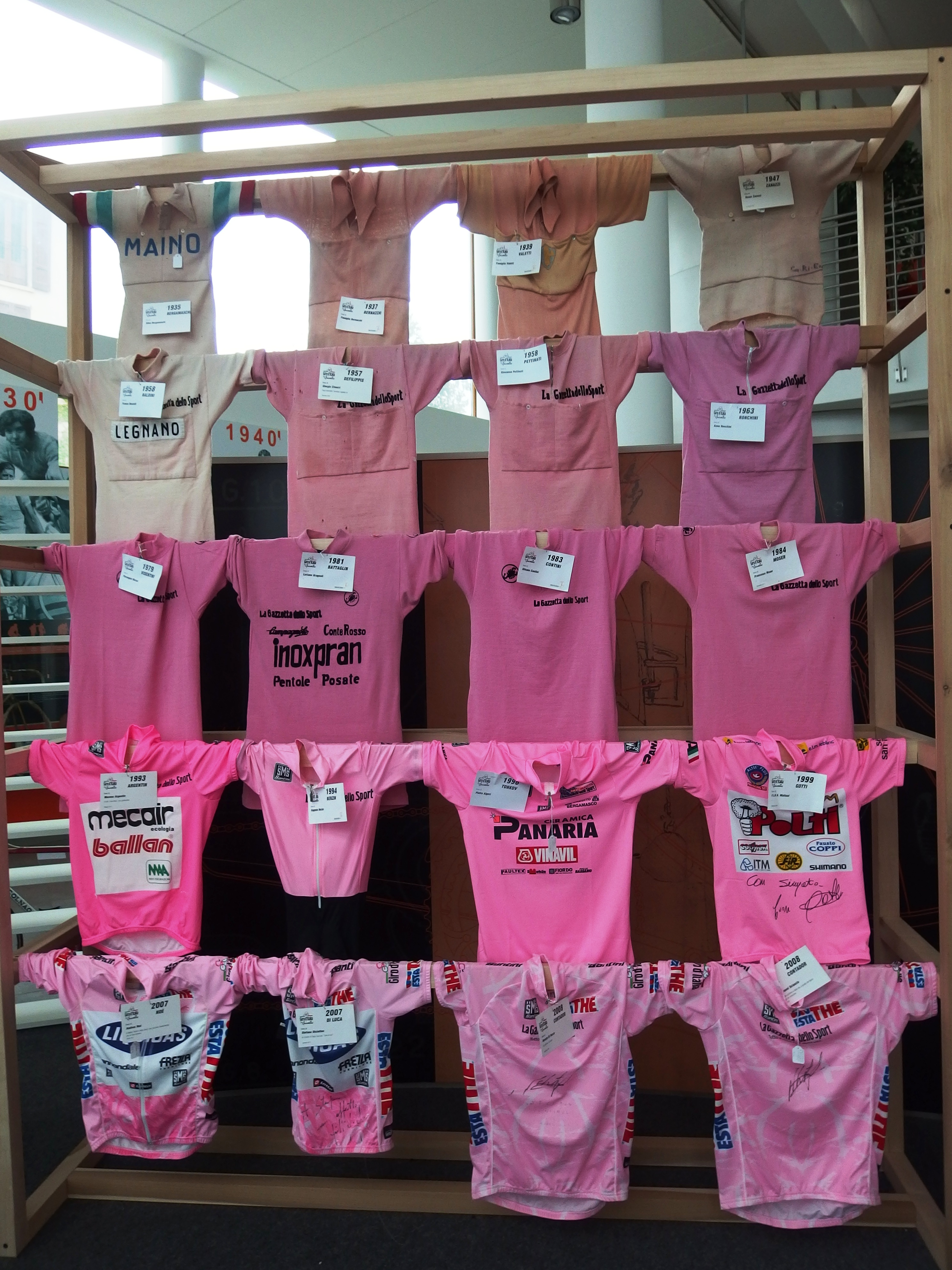
La coureuse en tête du classement général porte un maillot rose, comme sur le Tour d'Italie masculin

Le classement général individuel au temps est calculé par le cumul des temps enregistrés dans chacune des étapes parcourues. Des bonifications et d'éventuelles pénalisations sont incluses dans le calcul du classement. La coureuse qui est première de ce classement est porteuse du maillot rose.
Des bonifications sont attribuées dans cette épreuve. Chaque arrivée d'étape, à l'exception du contre-la-montre individuel, donne lieu à dix secondes, six secondes et quatre secondes pour les trois premières coureuses classées. Par ailleurs, durant la course, il existe des sprints intermédiaires dont les trois premiers sont récompensés respectivement de trois secondes, deux secondes et une seconde.

#### Classement de la meilleure grimpeuse
Le classement du meilleur grimpeur, ou classement des monts, est un classement spécifique basé sur les arrivées au sommet des ascensions répertoriées dans l'ensemble de la course. Elles sont classées en quatre catégories. Celles de premières catégorie rapportent : 13, 11, 9, 7 et 5 points. Celles de deuxième catégorie rapportent 8, 7, 5, 4 et 2 point, celles de troisième catégorie 6, 5, 4, 3 et 1 point, enfin celles de quatrième catégorie 5, 4, 3, 2 et 1 point. Le premier du classement des monts est détenteur du maillot vert. En cas d'égalité, la place obtenue au classement général départage les coureuses. Pour être classée, une coureuse doit avoir terminée la course dans les délais.

#### Classement par points
Le maillot cyclamen récompense le classement par points. Lors d'une arrivée d'étape, les dix premières se voient accorder des points selon le décompte suivant : 15, 12, 10, 8, 6, 5, 4, 3, 2, 1 point. En cas d'égalité, le règlement de l'UCI s'applique.

#### Classement de la meilleure jeune
Le classement de la meilleure jeune ne concerne qu'une certaine catégorie de coureuses, celles étant âgées de moins de 23 ans. Ce classement, basé sur le classement général, attribue au premier un maillot blanc.

#### Classement de la meilleure italienne
Le classement de la meilleure italienne ne concerne que les coureuses de nationalité italienne. Ce classement, basé sur le classement général, attribue à la première un maillot bleu.

#### Classement de la meilleure équipe
Le règlement UCI s'applique.

#### Répartition des maillots
Chaque coureuse en tête d'un classement est porteuse du maillot ou du dossard distinctif correspondant. Cependant, dans le cas où une coureuse dominerait plusieurs classements, celle-ci ne porte qu'un seul maillot distinctif, selon une priorité de classements. Le classement général au temps est le classement prioritaire, suivi du classement général par points, du classement général du meilleur grimpeur, du classement de la meilleure jeune et enfin de la meilleure Italienne. Si ce cas de figure se produit, le maillot correspondant au classement annexe de priorité inférieure n'est pas porté par celle qui domine ce classement mais par son deuxième.

### Primes
Les étapes sont dotées de la manière suivante :
| Position | 1er   | 2e    | 3e    | 4e    | 5e    | 6e    | 7e    | 8e    | 9e    | 10e   |
| Prix     | 735 € | 440 € | 310 € | 280 € | 265 € | 240 € | 200 € | 170 € | 170 € | 170 € |

En sus, les coureuses placées de la 11e à la 15e place gagnent 110 € et celles de la 16e à la 20e place, 80 €.
Le classement général final attribue les sommes suivantes, une prime exceptionnelle pour les vingt premières est déjà incluse ici :
| Position | 1er      | 2e       | 3e       | 4e      | 5e      | 6e      | 7e      | 8e      | 9e      | 10e     |
| Prix     | 53 675 € | 17 200 € | 11 550 € | 6 400 € | 5 325 € | 4 700 € | 4 000 € | 3 350 € | 3 350 € | 3 350 € |

En sus, les coureuses placées de la 11e à la 15e place gagnent 2 050 € et celles de la 16e à la 20e place, 1 400 €.

### Prix
Par ailleurs, à l'issue du classement général final, le meilleur grimpeur remporte 14 000 €, le 2e 6 000 € et le 3e 4 000 €. Pour le classement par points, les montants sont de  10 550 € pour la 1re, 6 000 € pour la  2e et 4 000 € pour la 3e. La meilleure jeune remporte 8 000 €. La meilleure Italienne gagne 5 000 €. La meilleure équipe empoche 10 000 €, la deuxième 8 000 € et la troisième 5 000 €.